# Huitzilopochtli
Huitzilopochtli (en náhuatl Huītzilōpōchtli; AFI [wiːtsiloːˈpoːtʃtɬi]:) fue la principal deidad de los mexicas, asociado con el sol. También fue conocido como Ilhuicatl Xoxouhqui, Tlacauepan Cuexcotzin o Mexi. A la llegada de los españoles a Mesoamérica, era la deidad más adorada en el Altiplano Central por imposición de los mexicas. Su templo principal se encontraba en Huitzilopochco (Huītzilōpōchco), ahora Churubusco. En la mitología mexica, Huitzilopochtli ordena la fundación de México-Tenochtitlan en el lugar donde los mexicas encontraran a un águila portando el teoatl tlachinolli, la cual tendría que estar reposando sobre un nopal entre otras características. Este mito mexica acerca de Huitzilopochtli y la fundación de México-Tenochtitlan se encuentra en el Escudo Nacional de México, parte de la Bandera de México actual.
De acuerdo a la mitología mexica Huitzilopochtli es el hijo de la diosa de la Fertilidad (Coatlicue) y el Sol joven hijo del Sol viejo (Tonatiuh). La Fiesta en honor a Huitzilopochtli se celebraba una vez al año cuyo nombre en náhuatl es Panquetzaliztli. Esta deidad mexica no es común a los demás pueblos nahuas o mesoamericanos, y al parecer fue popularizada por el reformador Tlacaélel (1398-1480). Después de la Caída de México-Tenochtitlan Los conquistadores lo llamaron Uichilobos, quienes buscaron la pronta erradicación de su culto por medio de la asociación del dios con cualidades malignas europeas y la desaparición de esculturas, templos, códices y productos agrícolas asociados a la deidad.
Estudios recientes sugieren que la relación entre Tezcatlipoca y Huitzilopochtli era más bien de hermano mayor y hermano menor respectivamente, donde la fiesta de Toxcatl era dedicada al «dios descendiente» Tezcatlipoca y la de Panquetzaliztli era dedicada al «dios ascendente» Huitzilopochtli.

## Mitología

### Nacimiento
El dios de la guerra, según la leyenda, Huitzilopochtli nació de Coatlicue (o según otro mito de la teogonía de Omecíhuatl), la Madre Tierra, quien quedó embarazada por medio de una bola de plumas o algodón azulino que cayó del cielo mientras barría los templos de la sierra de Tollan. Sus 400 hermanos (Centzonhuitznahua) al notar el embarazo de su madre y a instancias de su hermana Coyolxauhqui, decidieron ejecutar al hijo al nacer para ocultar la supuesta deshonra, al ser Huitzilopochtli un hijo no natural de su padre, Mixcóatl u Ometecuhtli. Pero Huitzilopochtli nació y tomó a la mítica arma Xiuhcóatl (serpiente de fuego) entre sus manos, venció y mató fácilmente a Coyolxauhqui y los Centzonhuitznahua , donde Coyolxauhqui quedó desmembrada al caer por las laderas de la montaña mitológica llamada Coatépec. Huitzilopochtli tomó la cabeza de su hermana y la arrojó al cielo, con lo que se convirtió en la regidora de la Luna, siendo Huitzilopochtli el regidor del Sol.

Según lo que dijeron y supieron los naturales viejos del nacimiento y principio del diablo que se dice Uitzilopuchtli, al cual daban muchas honra y acatamiento los mexicanos, es que hay una sierra que se llama Coatépec, junto al pueblo de Tula, y allí vivía una mujer que se llamaba Coatlicue, que fue madre de unos indios que se decían centzonuitznáoa, los cuales tenían una hermana que se llamaba Coyolxauhqui. Y la dicha Coatlicue hacía penitencia barriendo cada día en la sierra de Coatépec; y un día acontecióle que andando barriendo descendióle una pelotilla de pluma, como ovillo de hilado, y tomóla y púsola en el seno junto a la barriga debajo de las naguas; y después de haber barrido quiso tomar y no la halló, de que dicen se empreñó.
 Bernardino de Sahagún, Historia General de las cosas de Nueva España, Vol III Cap.I

.
Este suceso era celebrado por los Mexica-Nahuatlacas el último día del decimoquinto mes del calendario náhuatl que es Pānquetzaliztli (Levantamiento de las Banderas), donde su equivalente al calendario actual es el 9 de diciembre del calendario juliano o el 19 de diciembre del vigente calendario gregoriano, con la variante del 18 de diciembre en años bisiestos.

### Huitzilopochtli y Tezcatlipoca Azul
Al ser Huitzilopochtli una deidad originaria de México-Tenochtitlan y sin predecesores identificables a los distintos pueblos mesoamericanos, los antiguos mexicas elevaron a Huitzilopochtli a la misma posición de otras deidades más reconocidas como Xipetótec, Quetzalcóatl y Tezcatlipoca como uno de los Cuatro Tezcatlipocas, dejando reflejada su identificación mítica como el Tezcatlipoca Azul, cuyo reino sagrado o punto cardinal fuese el Sur. Pero tras el auge del México-Tenochtitlan, los culhuas-mexicas habrían separado el nacimiento de Huitzilopochtli en dos mitos individualizados, el Huitzilopochtli nacido de los dioses primordiales Ometecuhtli y Omecihuatl bajo el relato de la creación del universo, siendo quien incendiara al Medio Sol creado por Quetzalcóatl, representando así la voluntad para decidir y ordenar la creación del mundo, el universo y a la humanidad; mientras el Huitzilopochtli hijo de Coatlicue (la tierra), la cual según el mito quedara embarazada al tocar unas plumas (o alternativamente de Mixcóatl) ayudará a su madre contra su hermana Coyolxauhqui (la luna) y sus hermanos Centzon Huitznáhuac (las estrellas meridionales), que desearon asesinarla por deshonra, simbolizando así la perpetua lucha entre el sol y la luna a través del firmamento como el dios solar patrón del fuego, de la guerra, de las batallas y de las tácticas bélicas.
Por lo tanto y desde entonces los Tlahtoānis de la Gran Tenochtitlan, fortalecian al dios Huitzilopochtli con la ejecución de guerreros enemigos cautivos como en la mitología mexica del nacimiento de Huitzilopochtli, la cual lograría alimentar la vida indefinidamente del Sol sobre la cima del Templo Mayor, distinguiéndose entre dos manifestaciones representadas por dos historias; Tezcatlipoca Azul o Huitzilopochtli (voluntad solar) y Huitzilopochtli (guerra solar).

## Representaciones
A pesar de ser el dios más importante para la vida de los mexicas, no se han encontrado representaciones de Huitzilopochtli, excepto en algunos códices, debido a que la deidad era exclusivamente mexica y los pueblos Tlaxcaltecas, Huejotzingas entre otros, aliados de los españoles, quienes no rendían culto alguno a Huitzilopochtli . Por parte de la investigación española no se apreciaba la cultura nativa y todo lo relativo a la religión local era considerada demoníaca y se procedió a la erradicación cultural del dios mexica.

Es, cierto, cosa de grande admiración que haya nuestro señor Dios tantos siglos ocultado una selva de tantas gentes idólatras, cuyos frutos ubérrimos sólo el demonio los ha cogido, y en el fuego infernal los tiene atesorados
 Fray Bernardino de Sahagún, Historia General de las cosas de Nueva España, Vol. 1 Prólogo

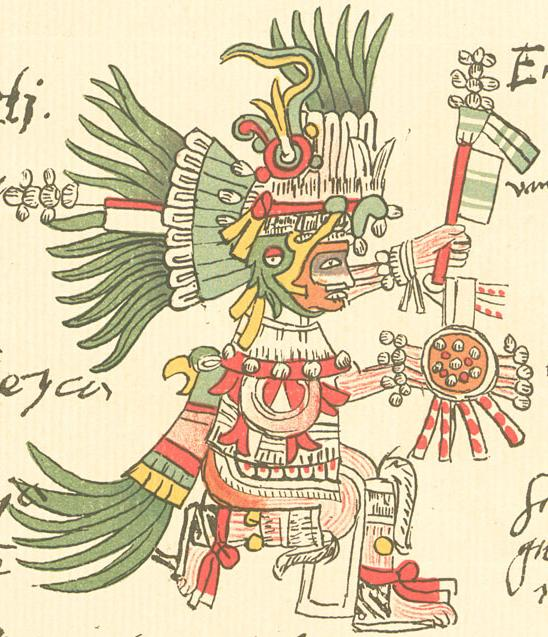
Huitzilopochtli, está descrito en el Códice Telleriano-Remensis. p. 05r.
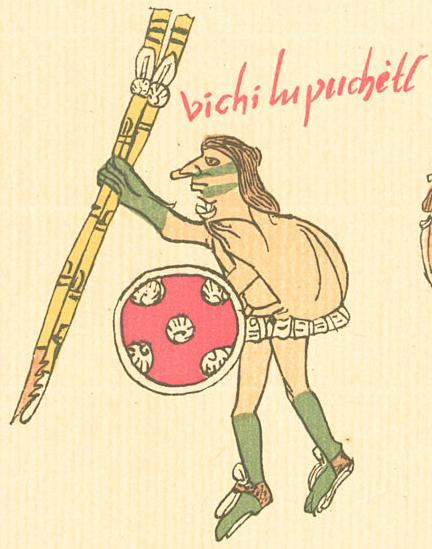
Huitzilopochtli en forma humana en el Códice Telleriano-Remensis.
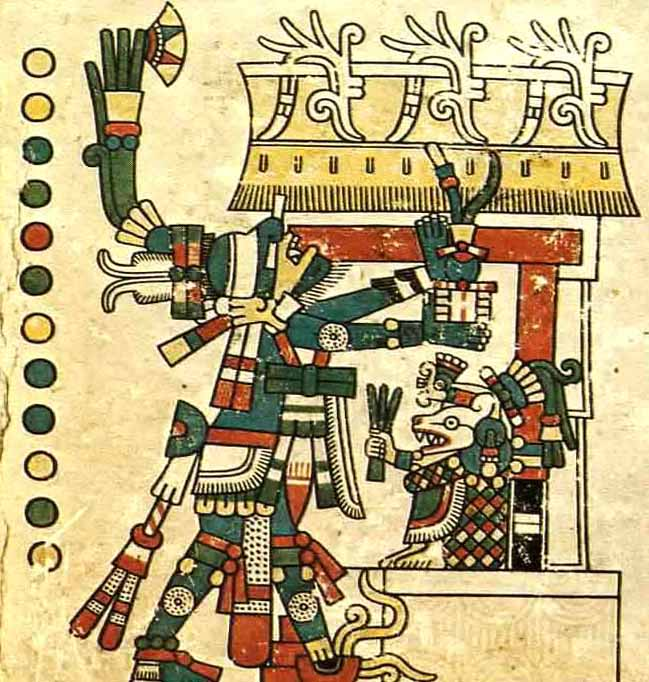
Tezcatlipoca Azul, Códice Fejérváry-Mayer.
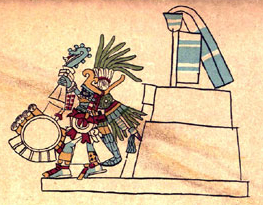
Huitzilopochtli, Códice Borbónico.
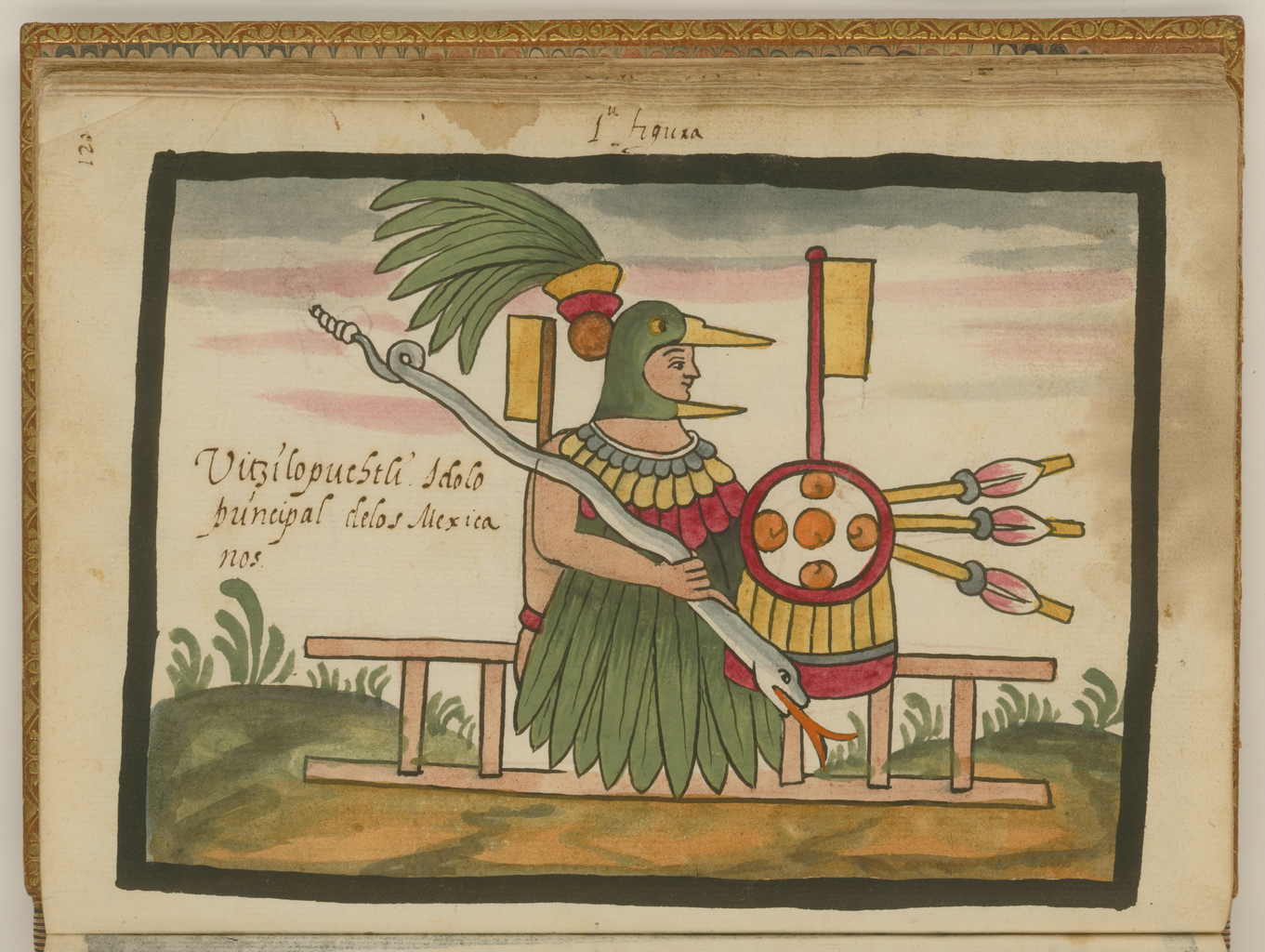
Huitzilopochtli, Códice Ramírez
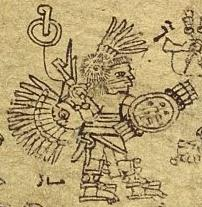
Chimalpopoca personificando a Huitzilopochtli, Códice Xólotl

## Acontecimientos asociados a Huitzilopochtli

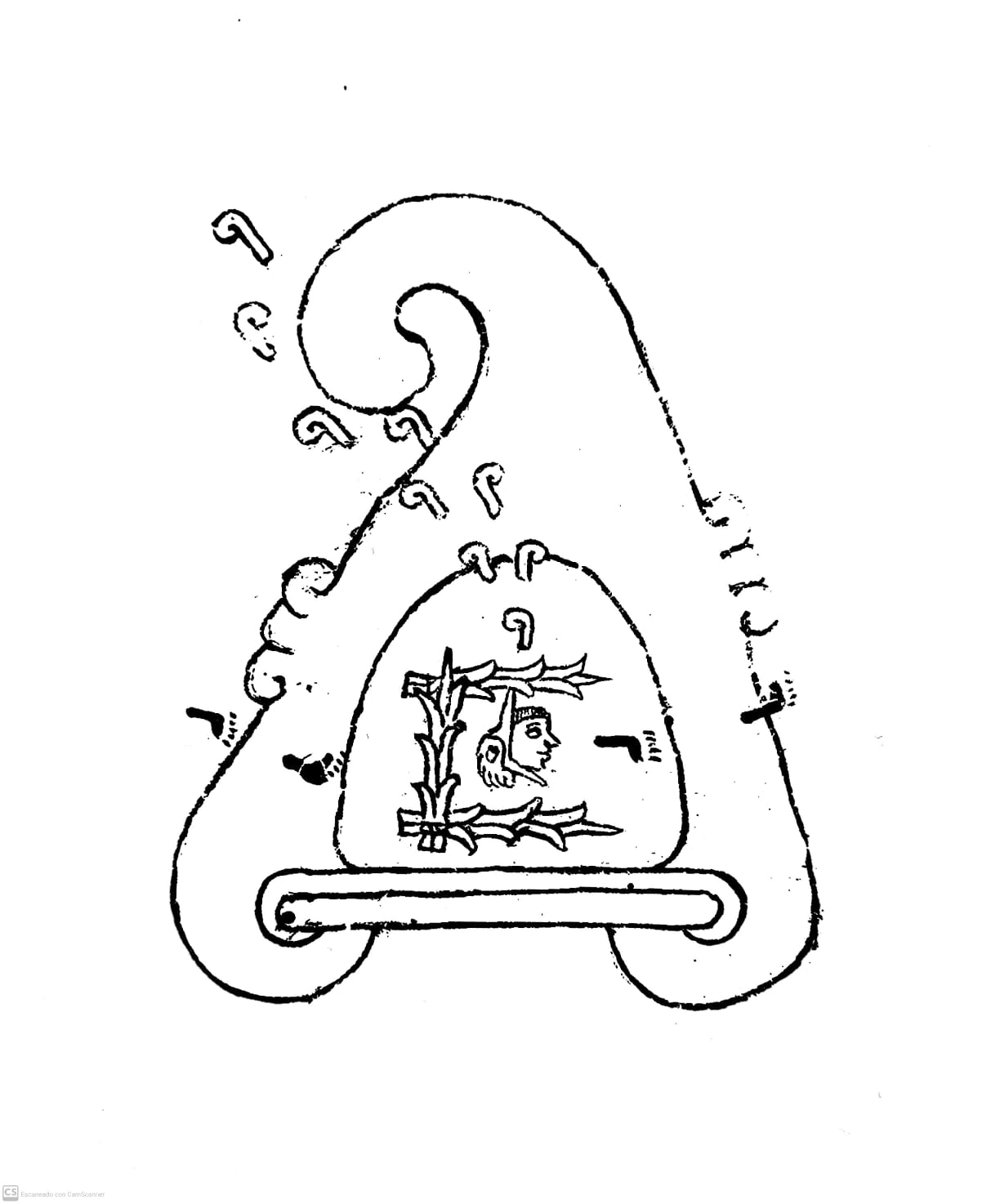
Huitzilopochtli llama a su pueblo para emprender el viaje migratorio que culminaría con la fundación de Tenochtitlan. Códice Boturini, lám. 1

### Fundación de Tenochtitlan
La mayoría de las fuentes indican que los mexicas eran originarios de Aztlán, sitio sobre el que se debate su ubicación precisa y su existencia real. De acuerdo con la Crónica Mexicáyotl, en Aztlán los futuros mexicas eran esclavos de los aztecas y llevaban este nombre. Cuando Huitzilopochtli manifestó a su pueblo el imperativo de que marcharan hacia nuevas tierras, también les ordenó que dejaran de llamarse aztecas porque a partir de ese momento serían todos mexicas. Este episodio también es recreado por el Códice Aubin y el Códice Durán. La Tira de la Peregrinación señala que Aztlán estaba ubicado en una isla donde había seis calpulli y un gran templo, probablemente dedicado a Mixcóatl. En la Tira, Huitzilopochtli solo aparece después que los aztecas llegaron a Teoculhuacan en el año 1-pedernal. De ahí partieron ocho calpulli encabezados por cuatro teomamaque ("cargadores de los dioses"); uno de ellos, identificado como Tezcacóatl, cargaba el bulto de Huitzilopochtli.
Los "Anales de Tlatelolco" menciona el día "4 Cuauhtli" (águila) del año 1064 o "1-Tecpatl" (1064-1065) como la salida definitiva del territorio de Aztlan-Colhuacan y correlacionado al 4 de enero de 1065, día del Perihelio.
Siguiendo las órdenes de Huitzilopochtli, los mexicas deambularon por varios lugares, siempre en busca del signo que indicara cuál era la tierra prometida por su dios. De acuerdo con la Tira de la Peregrinación, la gente de Cuitláhuac se separó del resto de los calpulli cuando aún estaban en migración. Más tarde, los mexicas llegaron a la región de Tollan-Xicocotitlan, donde Huitzilopochtli les ordenó que desviaran el cauce de un río para crear una laguna en torno de un cerro. El placer de vivir en esa tierra casi llevó a los mexicas a olvidar que su dios les había prometido otra tierra, y viendo esto, Huitzilopochtli les hizo salir de ese sitio y continuar la migración. Llegaron entonces al valle de México y pasaron por varios pueblos, hasta que se asentaron en territorio de los tepanecas de Azcapotzalco, a quienes les sirvieron como guerreros mercenarios. Finalmente, encontraron el sitio señalado por Huitzilopochtli en un islote del lago de Texcoco. En la Crónica Mexicáyotl, Tezozómoc dice que cuando hallaron el lugar, el sacerdote Cuauhtlequetzqui dijo las siguientes palabras:

Id y ved un nopal salvaje: y allí tranquila veréis un águila que está enhiesta. Allí come, allí se peina las plumas, y con eso quedará contento vuestro corazón: ¡allí está el corazón de Copil que tú fuiste a arrojar allá donde el agua hace giros y más giros! Pero allí donde vino a caer, y habéis visto entre los peñascos, en aquella cueva entre cañas y juncias, ¡del corazón de Cópil ha brotado ese nopal salvaje! ¡Y allí estaremos y allí reinaremos: allí esperaremos y daremos encuentro a toda clase de gentes!
por Nuestro pechos, nuestra cabeza, nuestras flechas, nuestros escudos, allí les haremos ver: a todos los que nos rodean allí los conquistaremos! Aquí estará perdurable nuestra ciudad de Tenochtitlan! El sitio donde el águila grazna, en donde abre las alas; el sitio donde ella come y en donde vuelan los peces, donde las serpientes van haciendo ruedos y silban! ¡Ese será México Tenochtitlan, y muchas cosas han de suceder!

Las fuentes señalan que este suceso ocurrió en el año "2 calli" (Casa), 1325 del calendario occidental. Los Anales de Tlateloco mencionan el día de su fundación: día con signo "1-Cipactli" (Cocodrilo) correlacionado con el 20 de junio y con el comienzo del solsticio de verano.
La leyenda de la Fundación de Tenochtitlan tiene similitudes con la Mitología maya, donde como en el caso del sarcófago de K'inich Janaab' Pakal, un árbol también emerge del cuerpo de un personaje esculpido sobre la lápida mortuoria del gobernante maya. 

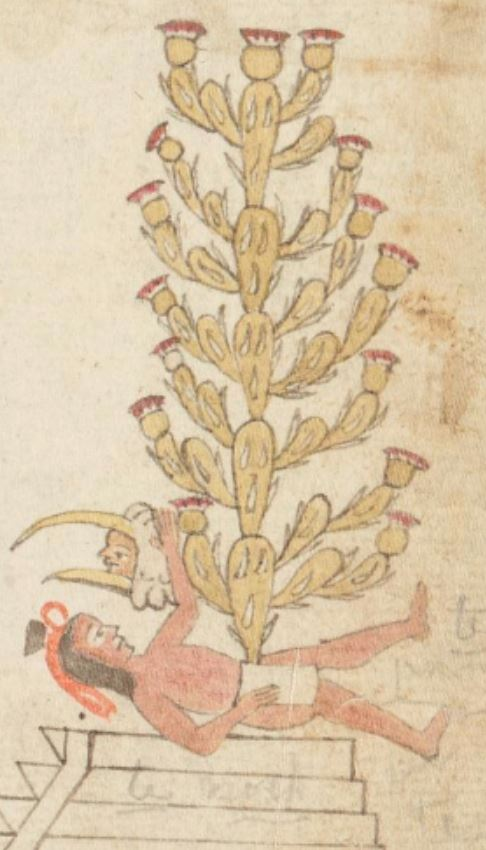
Fundación de Tenochtitlan en el códice Azcatitlan f.18, el nopal surge del príncipe Copil de acuerdo a Huitzilopochtli
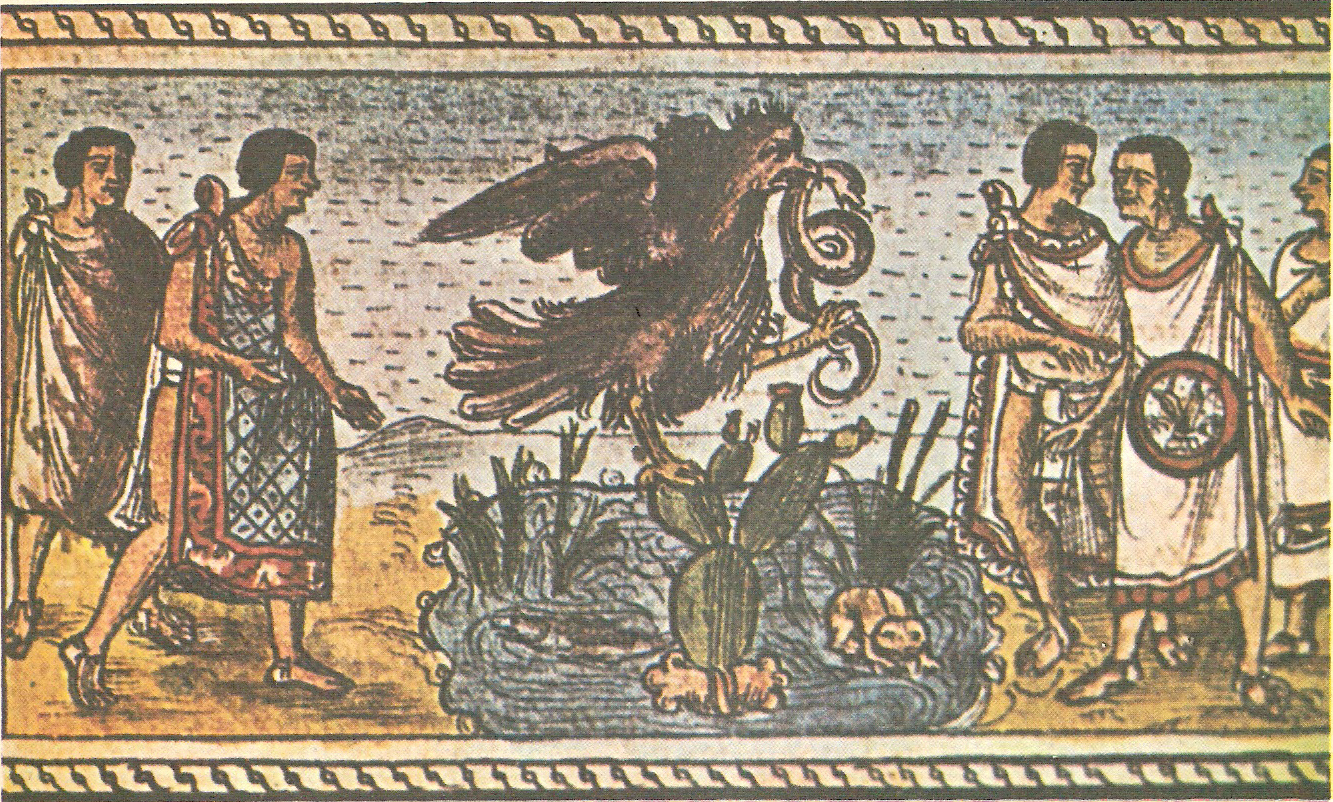
Fundación de México-Tenochtitlan. Códice Durán, s. XVI.

### Templo Mayor
El Templo Mayor (Huēy Teōcalli 'Gran Templo' en náhuatl) y el espacio físico donde se ubicaba, conocido como Recinto del Templo Mayor fueron el centro absoluto de la vida religiosa mexica, esto es, la de los aztecas de México-Tenochtitlan. Los templos gemelos coronan la base piramidal reflejan la antigua y persistente visión cosmológica de una serie de oposiciones coincidentes, entre ellas: cielo / tierra, sequía / lluvia, solsticio de verano / solsticio de invierno y los cultos a los dioses Tláloc – Tlaltecuhtli /Cihuacóatl-Coatlicue Coyolxauhqui. Cada uno de estos templos estaba dedicado a un dios, a Huitzilopochtli del lado derecho (SUR), donde se encuentra el monolito de Coyolxauhqui. El otro templo está dedicado a Tláloc, del lado izquierdo (NORTE) donde está el Chac Mool.

### Altépetl de Huitzilopochco
Huitzilopochco  significa, en náhuatl, "donde está Huitzilopochtli"
". Huitzilopochco fue uno de los cuatro altépetl mexicas. Los otros eran Iztapalapa, Culhuacan y el ericho
. Huitzilopochco se erigió en un señorío satélite, que los mexicas formaron como punto de salida de los Pochtecas (mercaderes), con la intención de acompañar a los ejércitos de la Triple alianza en sus expediciones expansionistas o para realizar relaciones comerciales con los mayas.  Sin embargo, el señorío no duró mucho, ya que fue destruido por los españoles. El sitio donde se encontraba Huitzilopochco, hoy se conoce como Churubusco.
El teocalli (templo mayor) de Huitzilopochco fue erigido en honor a Huitzilopochtli en el barrio de Pochtlan, y era solamente menor al templo mayor de Tenochtitlan. Huitzilopochco era famoso por sus plumas de colibrí, las cuales eran enviadas como tributo a la capital.

### Templo mayor deTeopanzolco
Durante el período conocido como “Posclasico Tardío” (1150-1521 d. C.) sobre un montículo se erigió una enorme pirámide con frente hacia el poniente, en cuya parte superior colocaron los templos adoratorios, en honor de Huitzilopochtli (dios de la guerra) y Tláloc (dios de la lluvia). Esa estructura piramidal fue concebida rodeada por varias plataformas, una de las cuales, por tener la forma rectangular adelante y circular atrás, así como por estar dirigida hacia el oriente, pudo corresponder al lugar de adoración de Ehécatl-Quetzalcóatl en su advocación Tlahizcalpantecuhtli, Venus, Estrella de la Mañana. También, en la parte posterior de la pirámide de las deidades de la guerra y de la lluvia, se construyó otra de menor tamaño, dedicada (supuestamente) a Tezcatlipoca (Espejo Humeante) dios omnipresente y omnipotente de los misterios y de la noche.

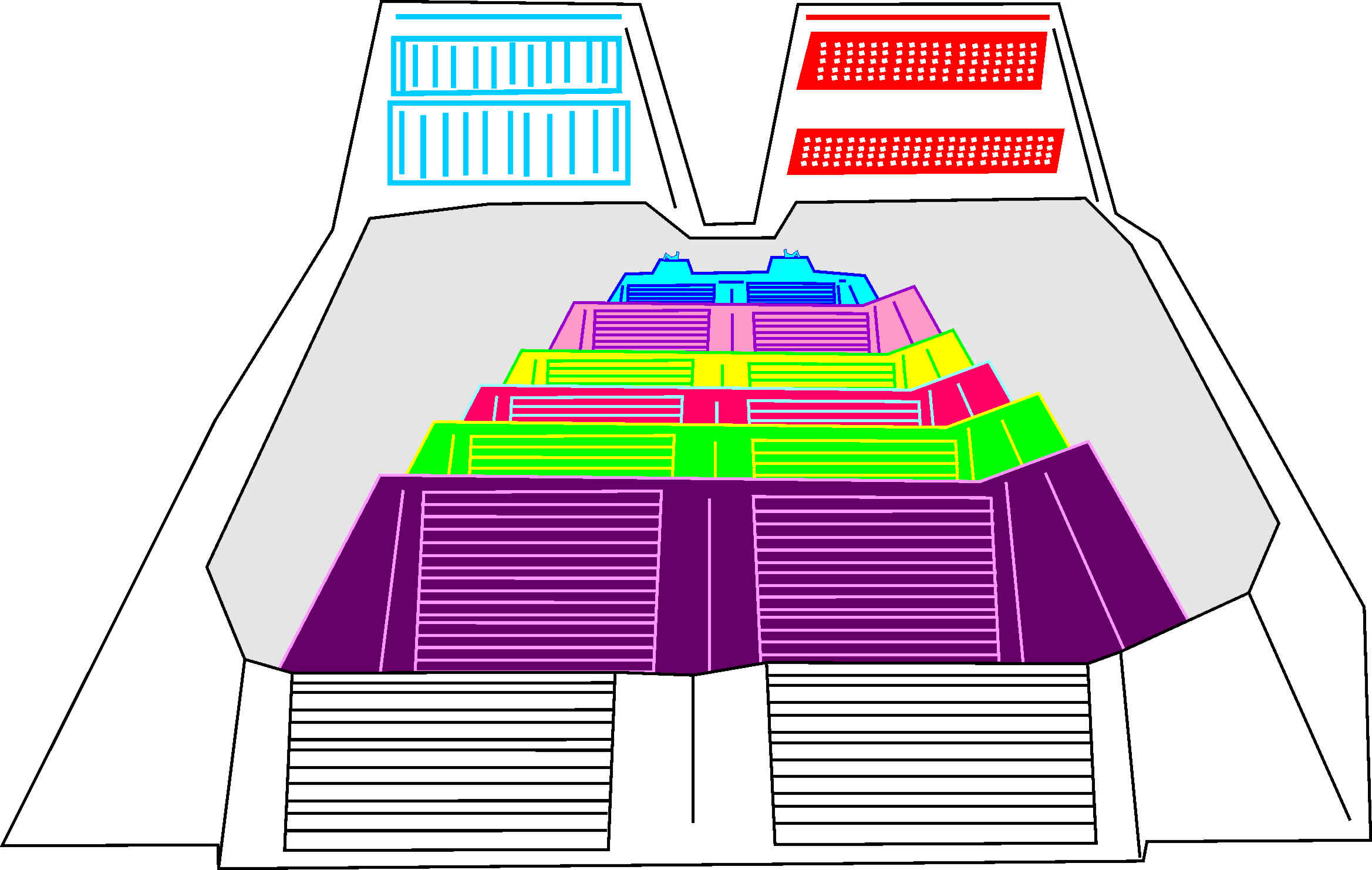
Diagrama del Templo mayor de Tenochtitlan mostrando las capillas a Huitzilopochtli y Tláloc, etapas constructivas visibles dentro del edificio final.
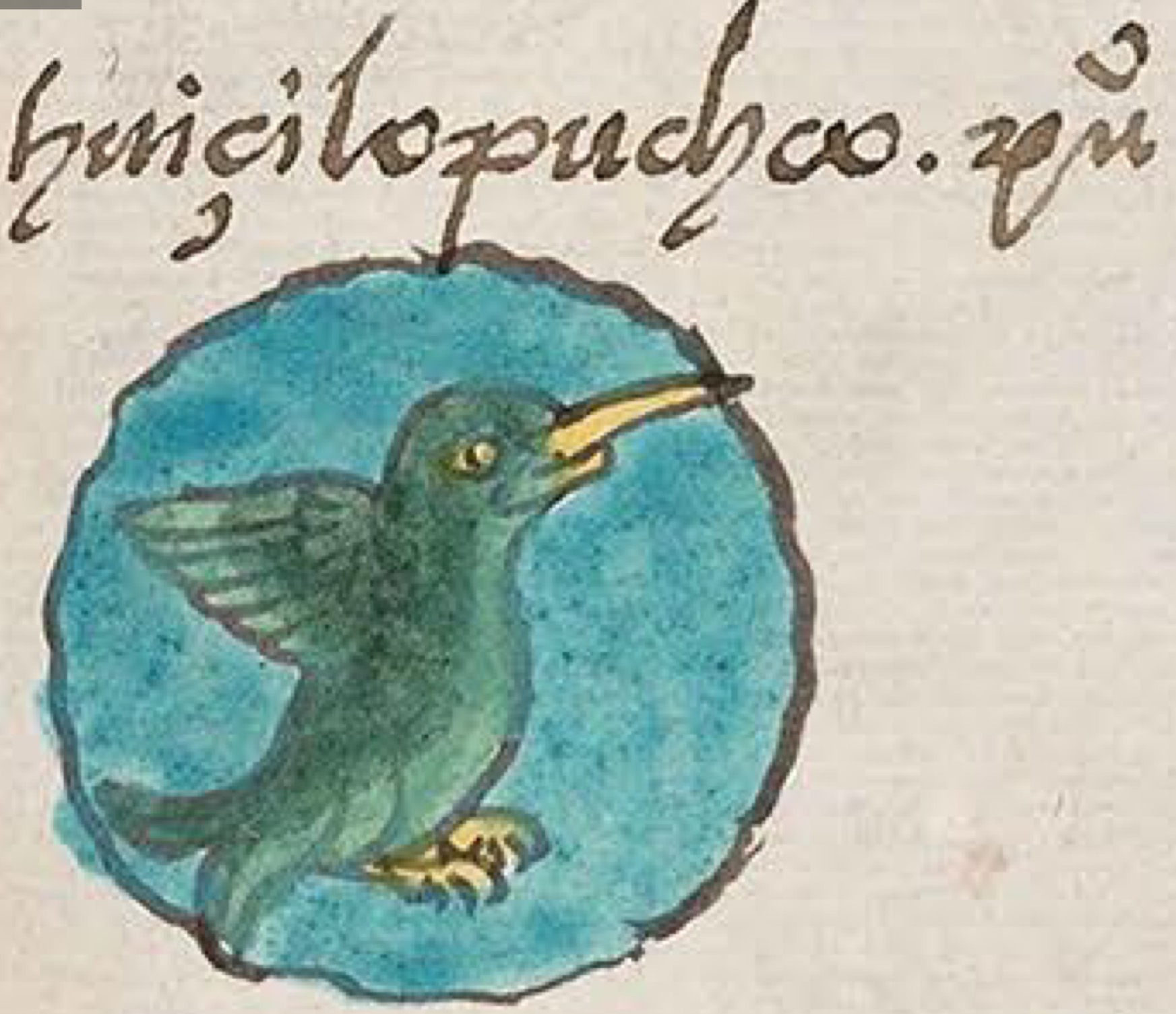
Escudo del altépetl de Huitzilopochco, Códice Mendoza f.20r
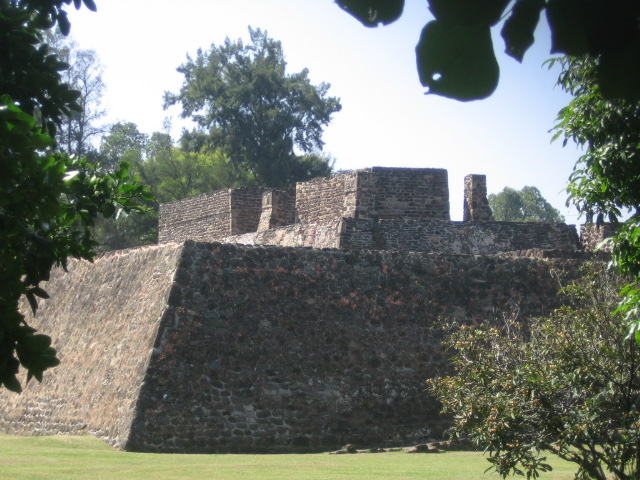
Templo mayor de Teopanzolco, el cual soporta dos templos, el de Tláloc y el de Huitzilopochtli.

### Genealogía del panteón Mexica
| Omecíhuatl      | Omecíhuatl      | Omecíhuatl      | Omecíhuatl      | Omecíhuatl      | Omecíhuatl      |  |  |              |              |              |              |              |              |  |  | Ometecuhtli | Ometecuhtli | Ometecuhtli | Ometecuhtli | Ometecuhtli | Ometecuhtli |  |  |              |              |              |              |              |              |  |  |        |        |        |        |        |        |  |  |          |          |          |          |          |          |  |  |        |        |        |        |        |        |  |  |                 |                 |                 |                 |                 |                 |  |  |          |          |              |          |          |          |  |  |          |          |          |          |          |          |  |  |              |              |              |              |              |              |  |  |                      |                      |                      |                      |                      |                      |  |  |                   |                   |                   |                   |                   |                   |  |  |  |  |  |  |  |  |  |  |  |  |  |  |  |  |  |  |  |  |  |  |  |  |  |  |  |  |  |  |  |  |  |  |  |  |  |  |  |  |  |  |  |  |  |  |  |  |  |  |  |  |  |  |  |  |  |  |  |  |  |  |  |  |  |  |  |  |  |  |  |  |  |  |  |  |  |  |
| Omecíhuatl      | Omecíhuatl      | Omecíhuatl      | Omecíhuatl      | Omecíhuatl      | Omecíhuatl      |  |  |              |              |              |              |              |              |  |  | Ometecuhtli | Ometecuhtli | Ometecuhtli | Ometecuhtli | Ometecuhtli | Ometecuhtli |  |  |              |              |              |              |              |              |  |  |        |        |        |        |        |        |  |  |          |          |          |          |          |          |  |  |        |        |        |        |        |        |  |  |                 |                 |                 |                 |                 |                 |  |  |          |          |              |          |          |          |  |  |          |          |          |          |          |          |  |  |              |              |              |              |              |              |  |  |                      |                      |                      |                      |                      |                      |  |  |                   |                   |                   |                   |                   |                   |  |  |  |  |  |  |  |  |  |  |  |  |  |  |  |  |  |  |  |  |  |  |  |  |  |  |  |  |  |  |  |  |  |  |  |  |  |  |  |  |  |  |  |  |  |  |  |  |  |  |  |  |  |  |  |  |  |  |  |  |  |  |  |  |  |  |  |  |  |  |  |  |  |  |  |  |  |  |
|                 |                 |                 |                 |                 |                 |  |  |              |              |              |              |              |              |  |  |             |             |             |             |             |             |  |  |              |              |              |              |              |              |  |  |        |        |        |        |        |        |  |  |          |          |          |          |          |          |  |  |        |        |        |        |        |        |  |  |                 |                 |                 |                 |                 |                 |  |  |          |          |              |          |          |          |  |  |          |          |          |          |          |          |  |  |              |              |              |              |              |              |  |  |                      |                      |                      |                      |                      |                      |  |  |                   |                   |                   |                   |                   |                   |  |  |  |  |  |  |  |  |  |  |  |  |  |  |  |  |  |  |  |  |  |  |  |  |  |  |  |  |  |  |  |  |  |  |  |  |  |  |  |  |  |  |  |  |  |  |  |  |  |  |  |  |  |  |  |  |  |  |  |  |  |  |  |  |  |  |  |  |  |  |  |  |  |  |  |  |  |  |
|                 |                 |                 |                 |                 |                 |  |  |              |              |              |              |              |              |  |  |             |             |             |             |             |             |  |  |              |              |              |              |              |              |  |  |        |        |        |        |        |        |  |  |          |          |          |          |          |          |  |  |        |        |        |        |        |        |  |  |                 |                 |                 |                 |                 |                 |  |  |          |          |              |          |          |          |  |  |          |          |          |          |          |          |  |  |              |              |              |              |              |              |  |  |                      |                      |                      |                      |                      |                      |  |  |                   |                   |                   |                   |                   |                   |  |  |  |  |  |  |  |  |  |  |  |  |  |  |  |  |  |  |  |  |  |  |  |  |  |  |  |  |  |  |  |  |  |  |  |  |  |  |  |  |  |  |  |  |  |  |  |  |  |  |  |  |  |  |  |  |  |  |  |  |  |  |  |  |  |  |  |  |  |  |  |  |  |  |  |  |  |  |
| Huitzilopochtli | Huitzilopochtli | Huitzilopochtli | Huitzilopochtli | Huitzilopochtli | Huitzilopochtli |  |  | Quetzalcóatl | Quetzalcóatl | Quetzalcóatl | Quetzalcóatl | Quetzalcóatl | Quetzalcóatl |  |  | Xipe-Tótec  | Xipe-Tótec  | Xipe-Tótec  | Xipe-Tótec  | Xipe-Tótec  | Xipe-Tótec  |  |  | Coyolxauhqui | Coyolxauhqui | Coyolxauhqui | Coyolxauhqui | Coyolxauhqui | Coyolxauhqui |  |  | Xólotl | Xólotl | Xólotl | Xólotl | Xólotl | Xólotl |  |  | Tonatiuh | Tonatiuh | Tonatiuh | Tonatiuh | Tonatiuh | Tonatiuh |  |  | Tláloc | Tláloc | Tláloc | Tláloc | Tláloc | Tláloc |  |  | Chalchiuhtlicue | Chalchiuhtlicue | Chalchiuhtlicue | Chalchiuhtlicue | Chalchiuhtlicue | Chalchiuhtlicue |  |  | Cintéotl | Cintéotl | Cintéotl     | Cintéotl | Cintéotl | Cintéotl |  |  | Mayáhuel | Mayáhuel | Mayáhuel | Mayáhuel | Mayáhuel | Mayáhuel |  |  | Xochiquétzal | Xochiquétzal | Xochiquétzal | Xochiquétzal | Xochiquétzal | Xochiquétzal |  |  | Centzon Huitznáhuacs | Centzon Huitznáhuacs | Centzon Huitznáhuacs | Centzon Huitznáhuacs | Centzon Huitznáhuacs | Centzon Huitznáhuacs |  |  | Centzon Mimixcoas | Centzon Mimixcoas | Centzon Mimixcoas | Centzon Mimixcoas | Centzon Mimixcoas | Centzon Mimixcoas |  |  |  |  |  |  |  |  |  |  |  |  |  |  |  |  |  |  |  |  |  |  |  |  |  |  |  |  |  |  |  |  |  |  |  |  |  |  |  |  |  |  |  |  |  |  |  |  |  |  |  |  |  |  |  |  |  |  |  |  |  |  |  |  |  |  |  |  |  |  |  |  |  |  |  |  |  |  |
| Huitzilopochtli | Huitzilopochtli | Huitzilopochtli | Huitzilopochtli | Huitzilopochtli | Huitzilopochtli |  |  | Quetzalcóatl | Quetzalcóatl | Quetzalcóatl | Quetzalcóatl | Quetzalcóatl | Quetzalcóatl |  |  | Xipe-Tótec  | Xipe-Tótec  | Xipe-Tótec  | Xipe-Tótec  | Xipe-Tótec  | Xipe-Tótec  |  |  | Coyolxauhqui | Coyolxauhqui | Coyolxauhqui | Coyolxauhqui | Coyolxauhqui | Coyolxauhqui |  |  | Xólotl | Xólotl | Xólotl | Xólotl | Xólotl | Xólotl |  |  | Tonatiuh | Tonatiuh | Tonatiuh | Tonatiuh | Tonatiuh | Tonatiuh |  |  | Tláloc | Tláloc | Tláloc | Tláloc | Tláloc | Tláloc |  |  | Chalchiuhtlicue | Chalchiuhtlicue | Chalchiuhtlicue | Chalchiuhtlicue | Chalchiuhtlicue | Chalchiuhtlicue |  |  | Cintéotl | Cintéotl | Cintéotl     | Cintéotl | Cintéotl | Cintéotl |  |  | Mayáhuel | Mayáhuel | Mayáhuel | Mayáhuel | Mayáhuel | Mayáhuel |  |  | Xochiquétzal | Xochiquétzal | Xochiquétzal | Xochiquétzal | Xochiquétzal | Xochiquétzal |  |  | Centzon Huitznáhuacs | Centzon Huitznáhuacs | Centzon Huitznáhuacs | Centzon Huitznáhuacs | Centzon Huitznáhuacs | Centzon Huitznáhuacs |  |  | Centzon Mimixcoas | Centzon Mimixcoas | Centzon Mimixcoas | Centzon Mimixcoas | Centzon Mimixcoas | Centzon Mimixcoas |  |  |  |  |  |  |  |  |  |  |  |  |  |  |  |  |  |  |  |  |  |  |  |  |  |  |  |  |  |  |  |  |  |  |  |  |  |  |  |  |  |  |  |  |  |  |  |  |  |  |  |  |  |  |  |  |  |  |  |  |  |  |  |  |  |  |  |  |  |  |  |  |  |  |  |  |  |  |
|                 |                 |                 |                 |                 |                 |  |  |              |              |              |              |              |              |  |  |             |             |             |             |             |             |  |  |              |              |              |              |              |              |  |  |        |        |        |        |        |        |  |  |          |          |          |          |          |          |  |  |        |        |        |        |        |        |  |  |                 |                 |                 |                 |                 |                 |  |  |          |          |              |          |          |          |  |  |          |          |          |          |          |          |  |  |              |              |              |              |              |              |  |  |                      |                      |                      |                      |                      |                      |  |  |                   |                   |                   |                   |                   |                   |  |  |  |  |  |  |  |  |  |  |  |  |  |  |  |  |  |  |  |  |  |  |  |  |  |  |  |  |  |  |  |  |  |  |  |  |  |  |  |  |  |  |  |  |  |  |  |  |  |  |  |  |  |  |  |  |  |  |  |  |  |  |  |  |  |  |  |  |  |  |  |  |  |  |  |  |  |  |
|                 |                 |                 |                 |                 |                 |  |  |              |              |              |              |              |              |  |  |             |             |             |             |             |             |  |  |              |              |              |              |              |              |  |  |        |        |        |        |        |        |  |  |          |          |          |          |          |          |  |  |        |        |        |        |        |        |  |  |                 |                 |                 |                 |                 |                 |  |  |          |          |              |          |          |          |  |  |          |          |          |          |          |          |  |  |              |              |              |              |              |              |  |  |                      |                      |                      |                      |                      |                      |  |  |                   |                   |                   |                   |                   |                   |  |  |  |  |  |  |  |  |  |  |  |  |  |  |  |  |  |  |  |  |  |  |  |  |  |  |  |  |  |  |  |  |  |  |  |  |  |  |  |  |  |  |  |  |  |  |  |  |  |  |  |  |  |  |  |  |  |  |  |  |  |  |  |  |  |  |  |  |  |  |  |  |  |  |  |  |  |  |
|                 |                 |                 |                 |                 |                 |  |  |              |              |              |              |              |              |  |  |             |             |             |             |             |             |  |  |              |              |              |              |              |              |  |  |        |        |        |        |        |        |  |  |          |          |          |          |          |          |  |  |        |        |        |        |        |        |  |  |                 |                 |                 |                 |                 |                 |  |  |          |          |              |          |          |          |  |  |          |          |          |          |          |          |  |  |              |              |              |              |              |              |  |  |                      |                      |                      |                      |                      |                      |  |  |                   |                   |                   |                   |                   |                   |  |  |  |  |  |  |  |  |  |  |  |  |  |  |  |  |  |  |  |  |  |  |  |  |  |  |  |  |  |  |  |  |  |  |  |  |  |  |  |  |  |  |  |  |  |  |  |  |  |  |  |  |  |  |  |  |  |  |  |  |  |  |  |  |  |  |  |  |  |  |  |  |  |  |  |  |  |  |
|                 |                 |                 |                 |                 |                 |  |  |              |              |              |              |              |              |  |  |             |             |             |             |             |             |  |  |              |              |              |              |              |              |  |  |        |        |        |        |        |        |  |  |          |          |          |          |          |          |  |  |        |        |        |        |        |        |  |  |                 |                 |                 |                 |                 |                 |  |  |          |          |              |          |          |          |  |  |          |          |          |          |          |          |  |  |              |              |              |              |              |              |  |  |                      |                      |                      |                      |                      |                      |  |  |                   |                   |                   |                   |                   |                   |  |  |  |  |  |  |  |  |  |  |  |  |  |  |  |  |  |  |  |  |  |  |  |  |  |  |  |  |  |  |  |  |  |  |  |  |  |  |  |  |  |  |  |  |  |  |  |  |  |  |  |  |  |  |  |  |  |  |  |  |  |  |  |  |  |  |  |  |  |  |  |  |  |  |  |  |  |  |
|                 |                 |                 |                 |                 |                 |  |  |              |              |              |              |              |              |  |  |             |             |             |             |             |             |  |  |              |              |              |              |              |              |  |  |        |        |        |        |        |        |  |  |          |          |          |          |          |          |  |  |        |        |        |        |        |        |  |  |                 |                 |                 |                 |                 |                 |  |  |          |          | Tecciztecatl |          |          |          |  |  |          |          |          |          |          |          |  |  |              |              |              |              |              |              |  |  |                      |                      |                      |                      |                      |                      |  |  |                   |                   |                   |                   |                   |                   |  |  |  |  |  |  |  |  |  |  |  |  |  |  |  |  |  |  |  |  |  |  |  |  |  |  |  |  |  |  |  |  |  |  |  |  |  |  |  |  |  |  |  |  |  |  |  |  |  |  |  |  |  |  |  |  |  |  |  |  |  |  |  |  |  |  |  |  |  |  |  |  |  |  |  |  |  |  |

## Proceso condenatorio durante la Conquista

### Paganización de Huitzilopochtli
Popularmente se creía que de acuerdo a la mitología mexica, Huitzilopochtli les ordenó que solo fundarían su reino donde estuviera "un águila posada sobre un nopal devorando una serpiente". Sin embargo la evidencia arqueológica de los códices no sustenta solo esta idea, ya que algunos códices muestran al teoatl tlachinolli o aves pequeñas en vez de una serpiente, incluso hay algunos donde solo se encuentra el águila sobre el nopal. De acuerdo a la evidencia arqueológica encontrada en el Teocalli de la Guerra Sagrada, el símbolo de la fundación de Tenochtitlan ubicado en la parte trasera de la escultura, muestra al águila portando un teoatl tlachinolli, símbolo de identidad mexica. Este símbolo se repite en la escultura, siendo portado por Huitzilopochtli y Moctezuma Xocoyotzin, entre otros personajes también representados. Se cree que la sustitución se debe a la confusión por falta de información del glifo del teoatl tlachinolli en dónde matan a una serpiente con la serpiente del Árbol del conocimiento del bien y del mal, símbolo de la maldad de las religiones abrahámicas.

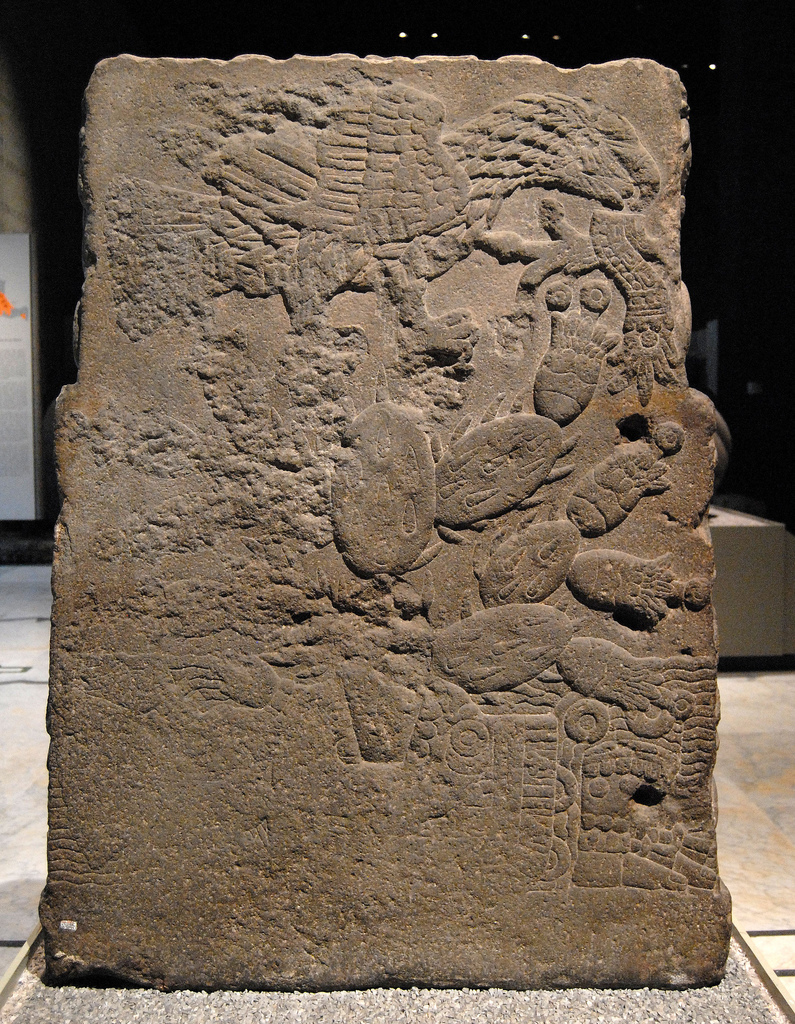
Mito de la fundación de Tenochtitlan en la escultura de piedra Teocalli de la guerra sagrada, vista posterior. Museo Nacional de Antropología, México.
Un águila sostiene con su pico al teoatl tlachinolli (símbolo de dualidad) la cual reposa sobre un opuntia (nopal) el cual emerge del cuerpo de Copilli (príncipe nahua), de acuerdo a la mitología mexica.
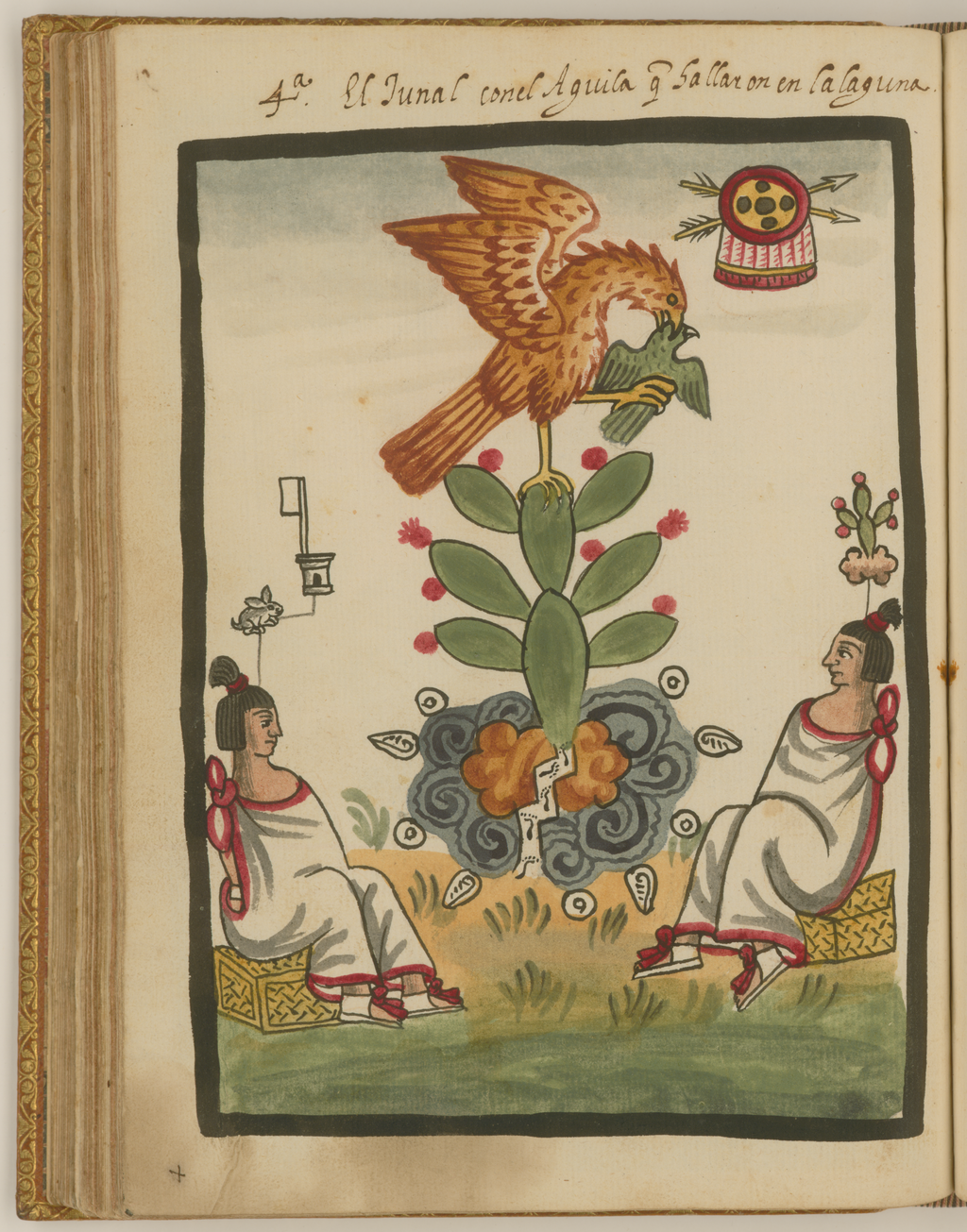
Mito de la fundación de Tenochtitlan de acuerdo al Códice ción Ramírez, f.91.
Escudo de armas del Emperador Agustín de Iturbide.

### Sustitución del Teoatl Tlachinolli por Lucifer
Siendo Huitzilopochtli el dios mayor y de la guerra de los mexicas, hubo un proceso de destrucción y difamación que inició poco después de la caída de Tenochtitlan. Las primeras imágenes reportadas en documentos eclesiásticos, enciclopedias, códices coloniales y demás documentos se basan en gran medida en descripciones en tratados religiosos e imágenes de la Edad Media, donde los dioses Mesoamericanos eran representados como las representaciones europeas del demonio judeocristiano medieval. En estas imágenes los dioses mesoamericanos son descritos con la apariencia y comportamiento de demonios, realizando actividades asociadas a la maldad en la religión europea, como el sacrificio, la lujuria, el canibalismo, entre otras.

Representaciones del demonio o actividades demoniacas en la Edad Media antes del descubrimiento de América
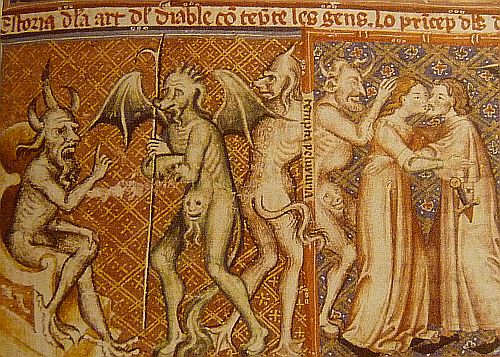
Demonios bajo órdenes de su amo Lucifer, anima a la gente a la lujuria. De Matfre Ermengau en el Breviari d'amor 1288
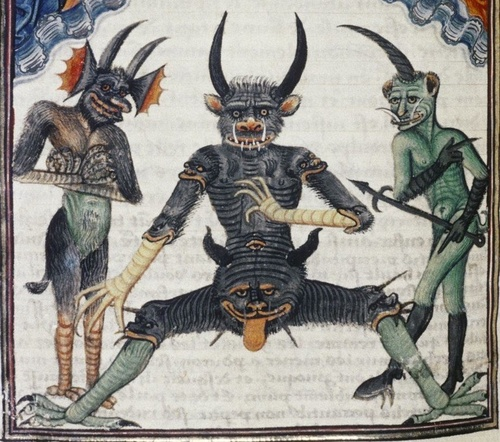
Lucifer esperando al juicio final en el Livre de la Vigne nostre Seigneur f. 067v 1450-1470
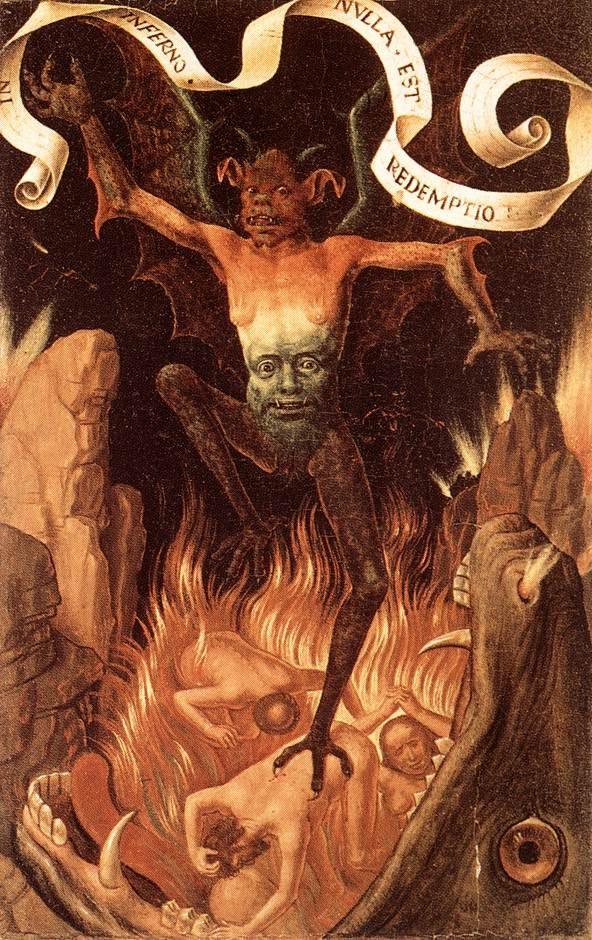
Demonio con apariencia típica medieval.[30] Piernas de animal, alas de murciélago y una cara en la región abdominal. Tríptico de Hans Memling 1485
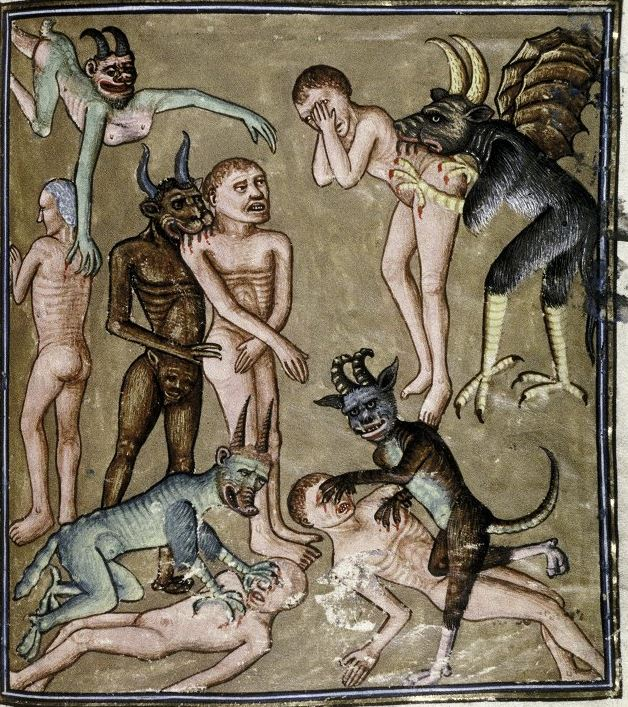
Demonios practicando canibalismo en el Livre la Vigne nostre Seigneur f.100r 1450-1470
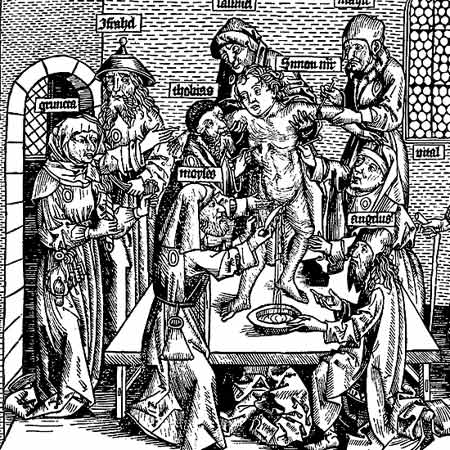
Pintura difamatoria de los Judíos realizando el Libelo de sangre, sacrificio humano a través de la extracción de sangre y corazón. Schedel en el Weltchronik 1493

Representaciones de Huitzilopochtli y otras deidades Americanas entre los siglos XVII-XIX
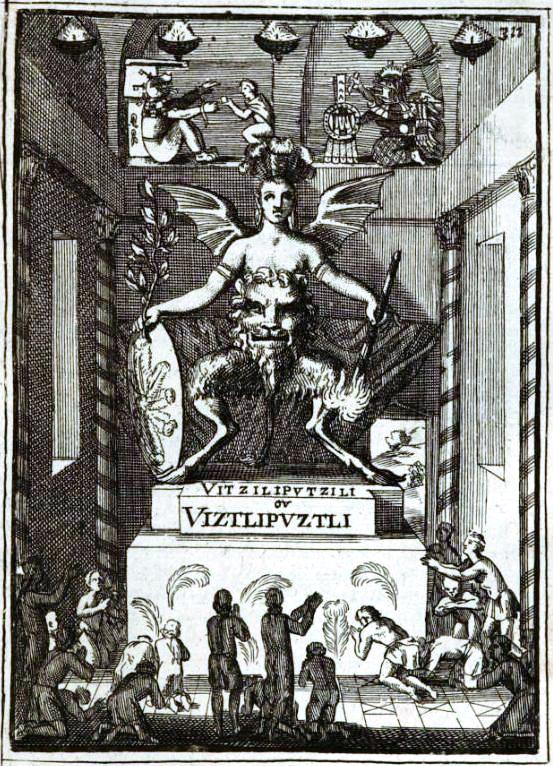
Representación difamatoria de Huitzilopochtli, llamado ”Uitziliputzili” en el libro francés Description de l'univers del 1683
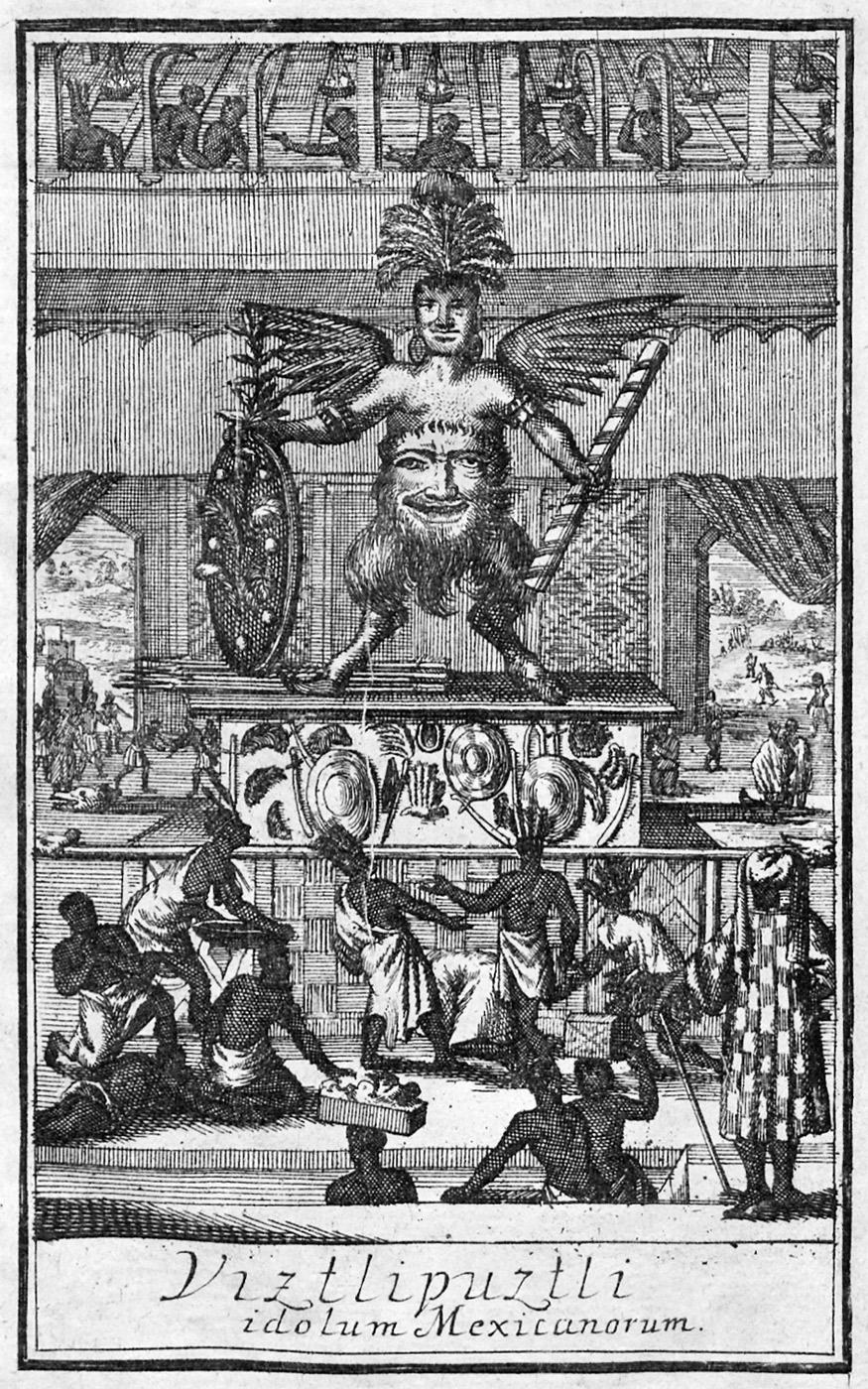
Representación difamatoria de Huitzilopochtli, llamado ”Viztlipuztli idolum Mexicanorum” en el libro alemán Staat von America del 1714
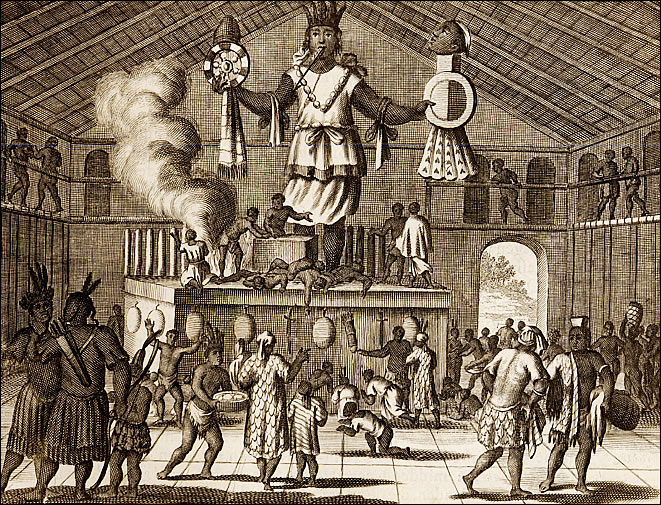
Para representar una escena de práctica religiosa en Virginia USA, Arnoldus Montanus en su obra "America" del 1671 se basa en el libro "Descripción de las Indias Occidentales" de Antonio de Herrera y Tordesillas. El artista transformó al dios mexicano en un gran ídolo y lo colocó en un espacio basado en un templo mexicano. La escena representaba de manera falsa a los nativos de Virginia con una cultura casi idéntica a la de México.
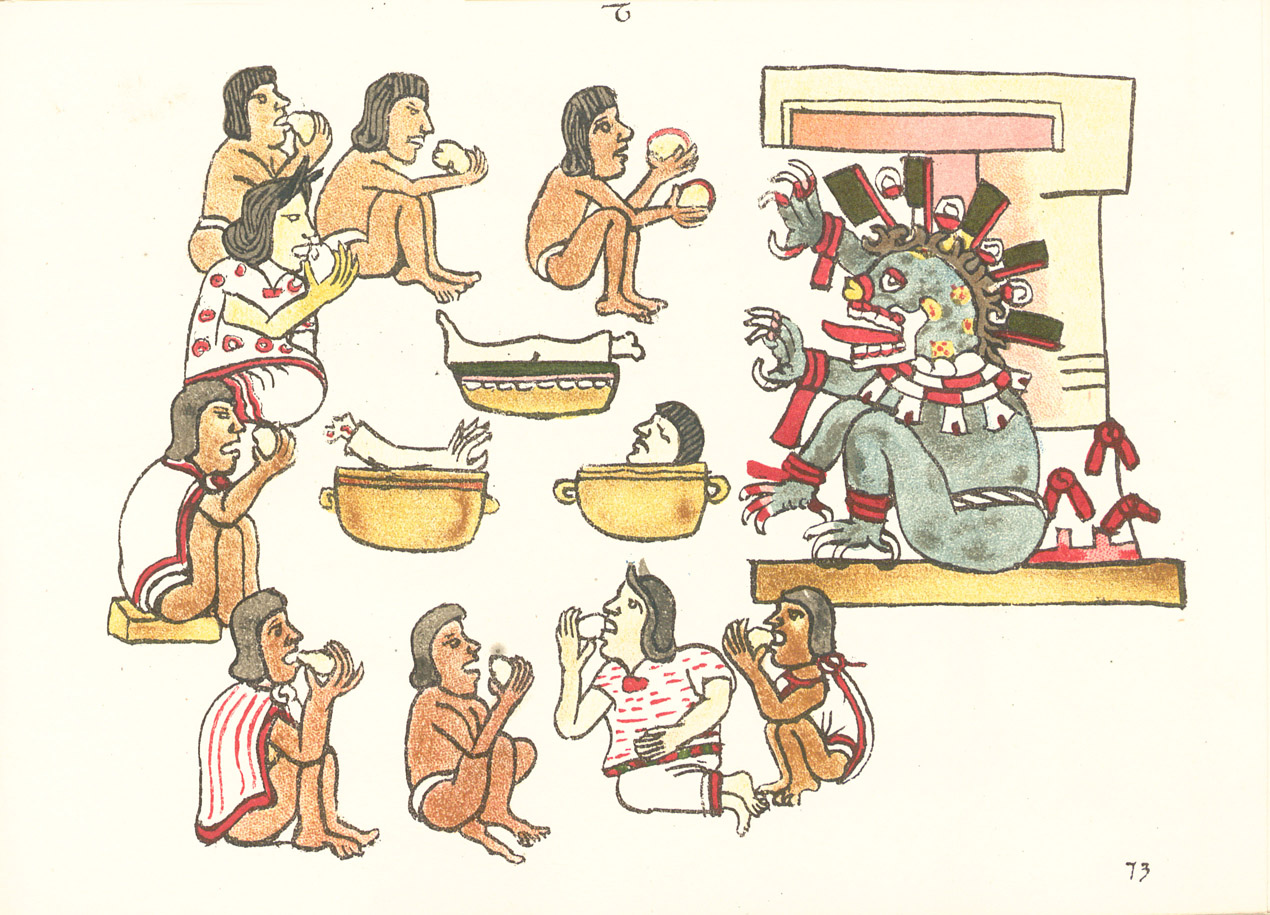
Itzapapalótl o Tzitzimime ordenando el consumo caníbal en el Códice Magliabecchiano, producido bajo supervisión española, página 73r finales del siglo XVI
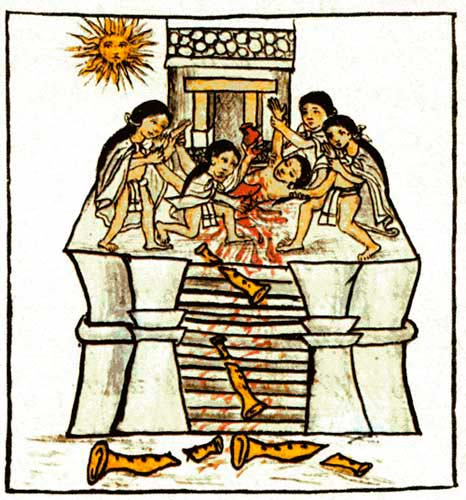
Joven ofrecido a Tezcatlipoca Huitzilopochtli para la ceremonia del Toxcatl. Códice Florentino, Reporte español por parte de Fray Bernardino de Sahagún, 1590.

También hay evidencia de la no neutralidad de grandes obras fundamentales que describen a Huitzilopochtli y así también a las culturas mesoamericanas, como es el caso del Códice Florentino y la Relación de Michoacán, donde estudios recientes declaran que estos documentos fueron realizados en su mayor parte por autoridades eclesiásticas que reportaron de manera imparcial y bajo las reglas religiosas de reporte etnólogo medieval, y no un reporte científico etnográfico moderno.

La realización de estas magnas obras rebasa con creces el objetivo principal declarado que las motivó, a saber: conocer en profundidad la cultura de los natrurales para eliminarla y asegurar su adecuada evangelización
María del Carmen Alberú Gómez. "La huella medieval en dos códices del siglo XVI: Relación de michoacán y códice florentino", Introducción, p.19

### Erradicación del amaranto

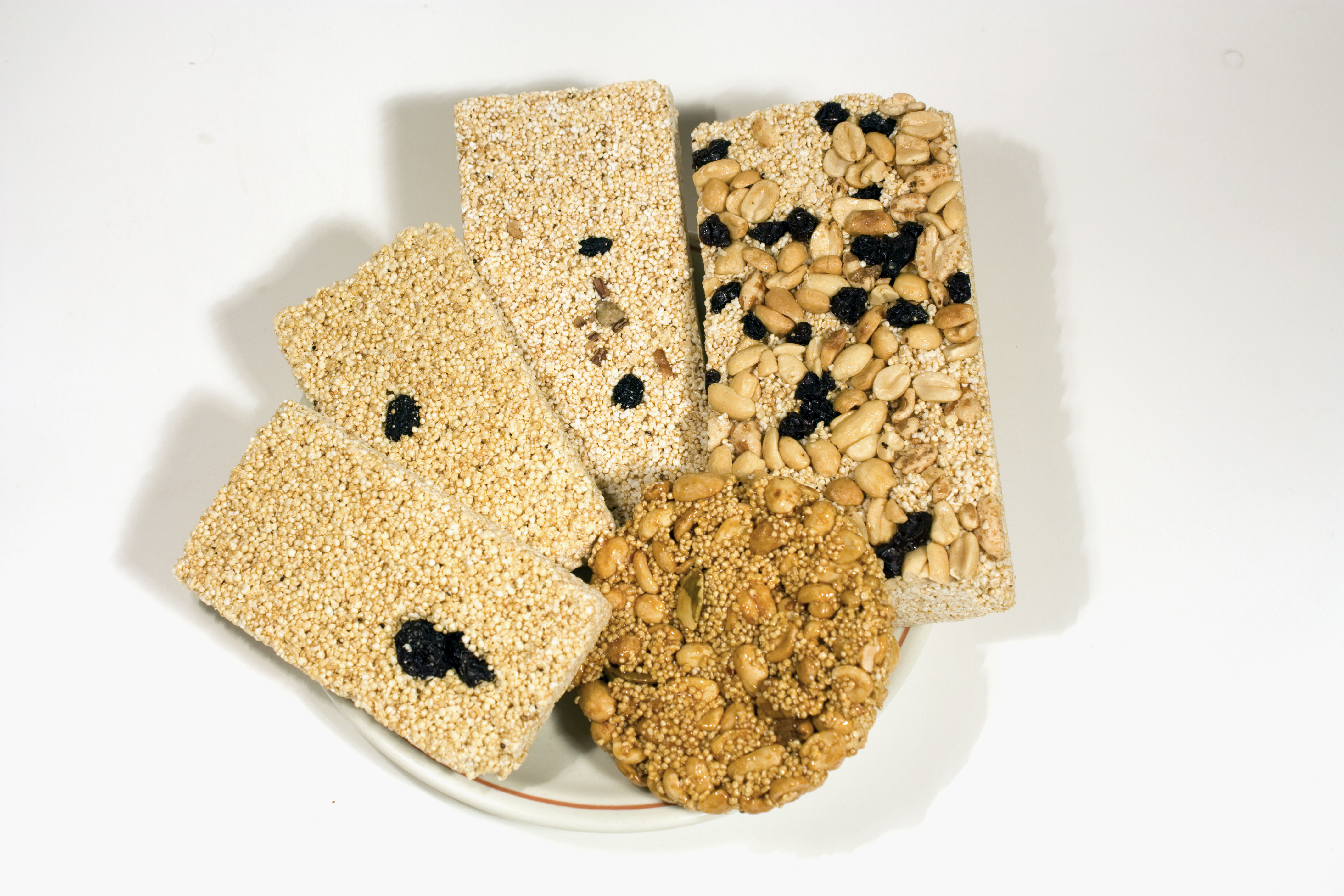
Dulce de amaranto, grano asociado a Huitzilopochtli

El proceso de erradicación del culto a Huitzilopochtli alcanzó a algunos productos agrícolas como el amaranto (o huautli en náhuatl), el cual era altamente tributado por los pueblos dominados por los mexicas, y cuya tributación está documentada en el Códice Mendoza y la Matrícula de Tributos. El huautli se mezclaba con miel para formar figuras alusivas a Huitzilopochtli, las cuales le eran ofrendadas, es por esto que se prohibió el cultivo y consumo por los conquistadores españoles, incluso con la pena de muerte, argumentando de nuevo las cualidades malignas del dios mexica.

La sustitución del sacrificio humano por el sacrificio de Cristo fue un proceso que a los religiosos españoles les tomó más de un siglo y que, aun así, nunca llegó a completarse, pues elementos de las religiosidades mesoamericanas afloraron una y otra vez, aunque lo sustancial de los antiguos cultos se erradicara. La conversión fue posible por las experiencias acumuladas en la lucha contra los paganos pero, sobre todo, por las múltiples coincidencias vistas o inventadas por los españoles entre los cultos de sacrificio romanocristianos y mesoamericanos
Robert M. Ogilvie, Los romanos y sus dioses, Madrid, Alianza, 1969

Otros productos agrícolas fueron también prohibidos, entre ellos la chía, la cual era utilizada como alimento para las tropas del Imperio Mexica. Debido al uso alimenticio para las fuerzas militares mesoamericanas, su uso fue reducido y finalmente prohibido con el objetivo de eliminar cualquier relación con la cultura originaria.

## Adoración

### Fiesta de Panquetzaliztli

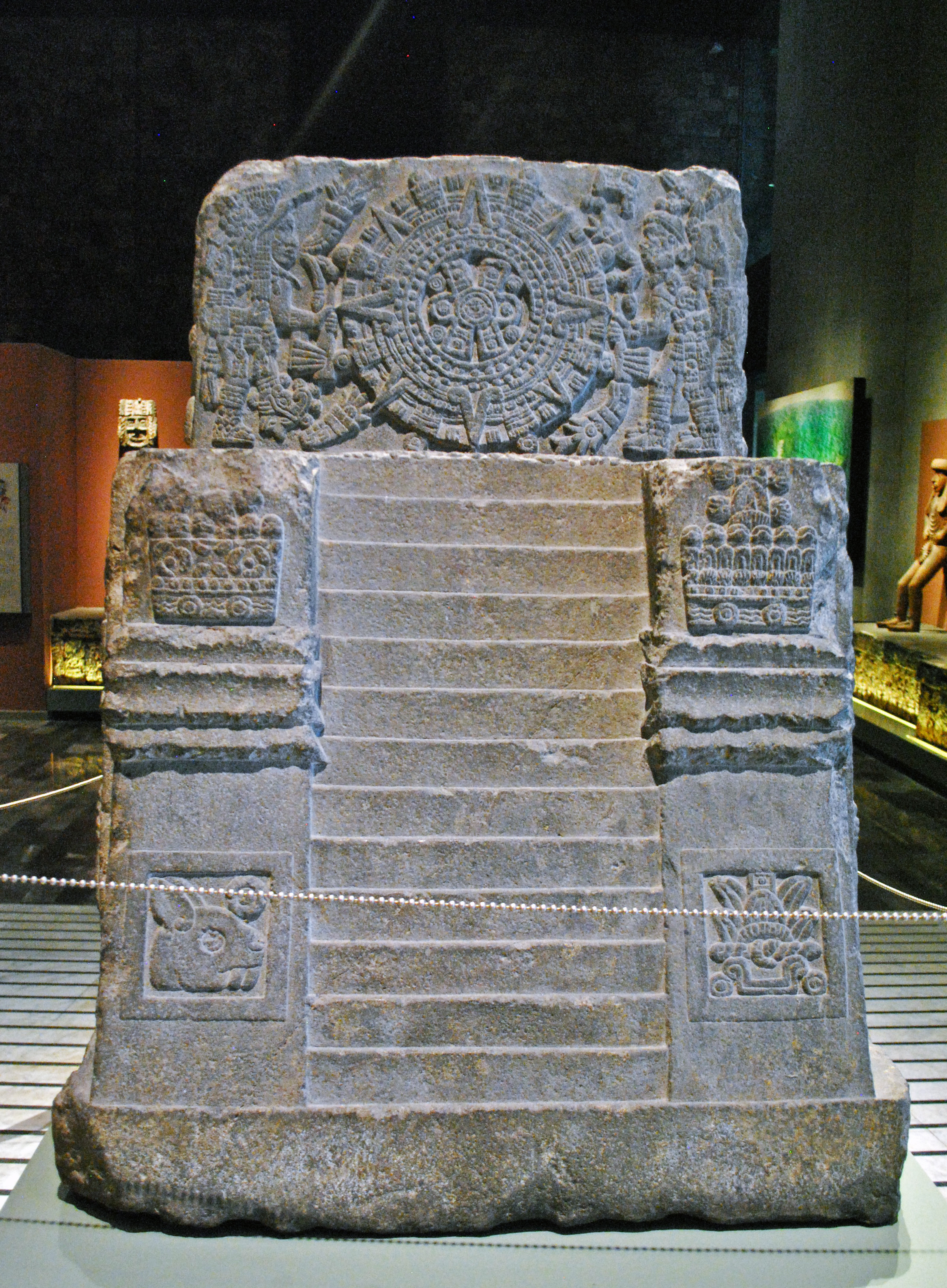
Teocalli de la Guerra Sagrada, vista frontal en la sala Mexica del Museo Nacional de Antropología.

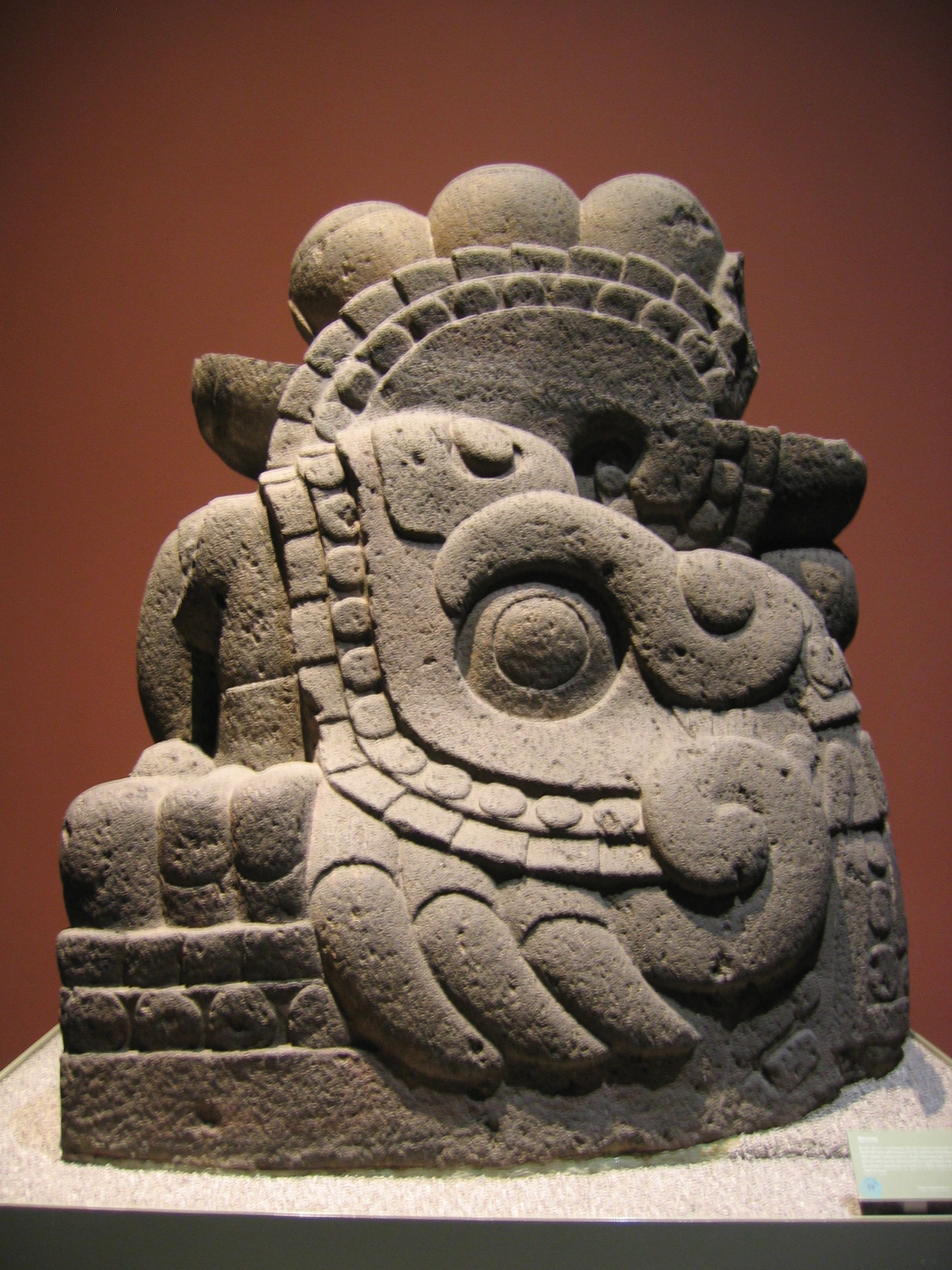
Escultura de la Xiuhcóatl, arma de Huitzilopochtli en la sala Mexica del Museo Nacional de Antropología.

Dios mayor de una civilización dedicada a la guerra, era un dios eminentemente guerrero; cuando los aztecas tomaron los dioses de las otras culturas nahuas, como la Tolteca, elevaron su dios al nivel de los dioses mayores de Mesoamérica, como Tláloc, Quetzalcóatl y Tezcatlipoca. Por esta razón, construyeron un templo con dos altares en el centro de Tenochtitlan , uno dedicado a Tláloc y el otro a Huitzilopochtli. Sobre el templo, cada 52 años se la añadía otra construcción, cada vez más grande. En las ruinas actuales se pueden ver las distintas etapas de construcción.
En el centro ceremonial de Tenochtitlan, en el templo más importante, el Templo Mayor, se realizaba el culto a Huitzilopochtli, el cual tenía dos templos en la cima uno dedicado al dios de la guerra y otro a Tláloc. Dentro de la jerarquía mexica había dos sumos sacerdotes, uno llamado Quetzalcoatl Totec Tlamacazqui el cual regulaba el culto a Hutzilopochtli, mientras que el Quetzalcoatl Tlaloc Tlamacazqui dirigía la adoración a Tlaloc

### Sacrificios humanos
El propósito de las ejecuciones de guerreros cautivos a Huitzilopochtli cada 52 años (xiuhmolpilli) era darle vigor para que pudiera subsistir en su batalla diaria, y lograr así que el sol volviera a salir en el siguiente ciclo de 52 años. Según la tradición nahua, han transcurrido 4 eras que terminaron en desastre, y vivimos en la quinta creación que terminará en un año «uno movimiento», esta fecha se repite cada 52 años en el calendario. Los mexicas pensaban que alimentando al sol, Huitzilopochtli, se podría posponer el fin al menos por otro ciclo.[cita requerida]
El sacrificio humano mexica es un fenómeno ampliamente estudiado y comprobado por fuentes históricas y arqueológicas. Si bien, existen propuestas que debaten la existencia de estos actos, la arqueología ha comprobado la importancia del sacrificio en la religión mesoamericana. Ofrendas como la 111 de Templo Mayor echan por tierra la tradición negacionista.[cita requerida]
El sacrificio diario entre los mexicas es considerado una tradición sensacionalista renacentista[cita requerida], donde el supuesto sacrificio de seres humanos es discutido por muchos etnógrafos e historiadores modernos, donde se argumenta que el sacrificio humano fue un argumento de desprestigio de las culturas nativas americanas con el objetivo de justificar la invasión y colonización de América. Las atrocidades de los conquistadores españoles y el proceso de la conquista fueron discutidos en la Junta de Valladolid en 1550 donde Bartolomé de las Casas fue la parte defensora mientras que Juan Ginés de Sepúlveda defendía la erradicación de las culturas americanas. 

El que pudiendo no defiende á su prójimo de tales ofensas, comete tan grave delito como el que las hace. De ahí que la guerra sea justa, que sea lícito apropiarse de las nuevas tierras, porque con ello se beneficiarán las víctimas inocentes pues serán menos los muertos por la dominación cristiana que por los antiguos sacrificios
 Juan Ginés de Sepúlveda, Tratado sobre las justas causas de la guerra contra los indios, México, FCE, 1987, p. 131

¿Qué cosa pudo suceder á estos bárbaros más conveniente ni más saludable que el quedar sometidos al imperio de aquellos cuya prudencia, virtud y religión los han de convertir de bárbaros, tales que apenas merecían el nombre de seres humanos, en hombres civilizados en cuanto pueden serlo; de torpes y libidinosos, en probos y honrados; de impíos y siervos de los demonios, en cristianos y adoradores del verdadero Dios?
Juan Ginés de Sepúlveda, Tratado sobre las justas causas de la guerra contra los indios, México, FCE, 1987, p. 133

...Esto de sacrificar hombres y comerlos, como dice Gómara, yo creo que no es verdad, porque siempre oí en aquel reino de Yucatán que ni hobo (arc.) sacrificios de hombres, ni se supo qué cosa era comer carne humana, y decirlo Gómara, como ni lo vido (arc.) ni lo oyó sino de boca de Cortés, su amo y que le daba de comer, tiene poca autoridad, como sea en su favor y en excusa de sus maldades; sino que esto es lenguaje de los españoles y de los que escriben sus horribles hazañas, infamar todas estas inversas naciones para excusar las violencias, crueldades, robos y matanzas que les han hecho, y cada día y hoy les hacen
Bartolomé de las Casas, Obras Completas, México, 1994, p.2285

## Relato del nacimiento de Huitzilopochtli
El códex florentinus que contiene la Historia general de las cosas de la Nueva España es una recopilación de textos del siglo XVI escrito en náhuatl, que recoge el siguiente relato del nacimiento de Huitzilopochtli:

Mucho honraban los mexicas a Huitzilopochtli sabían ellos que su origen, su principio fue de esta manera: 

En Coatépec, por el rumbo de Tula,
había estado viviendo,
allí habitaba una mujer
de nombre Coatlicue.
Era madre de los cuatrocientos Surianos
y de una hermana de éstos
de nombre Coyolxauhqui.
Y esta Coatlicue allí hacía penitencia,
barría, tenía a su cargo barrer,
así hacia penitencia,
en Coatépec, la Montaña de la Serpiente.
Y una vez,
cuando barría Coatlicue,
sobre ella bajó un plumaje,
como una bola de plumas finas.
En seguida lo recogió Coatlicue,
lo colocó en su seno.
Cuando terminó de barrer, 
buscó la pluma, que había colocado en su seno,
pero nada vio allí.
En ese momento Coatlicue quedó embarazada. 
Al ver los cuatrocientos Surianos
que su madre estaba encinta,
mucho se enojaron, dijeron: 
-“¿Quién le ha hecho esto?
¿Quién la dejó encinta?
Nos afrenta, nos deshonra”.
Y su hermana Coyolxauhqui
les dijo:
“Hermanos, ella nos ha deshonrado,
hemos de matar a nuestra madre, 
la perversa que se encuentra ya encinta.
¿Quién le hizo lo que lleva en el seno? 
Cuando supo esto Coatlicue, 
mucho se espantó, 
mucho se entristeció.
Pero su hijo Huitzilopochtli,
que estaba en su seno 
la confortaba, le decía: 
-“No temas, 
yo sé lo que tengo que hacer” 
Habiendo oído Coatlicue 
las palabras de su hijo, 
Y entretanto, los cuatrocientos Surianos 
se juntaron para tomar acuerdo, 
y determinaron a una 
dar muerte a su madre, 
porque ella los había infamado.
Estaban muy enojados, estaban muy irritados,
como si su corazón se les fuera a salir.
Coyolxauhqui mucho los incitaba, 
avivaba la ira de sus hermanos, 
para que .mataran a su madre. 
Y los cuatrocientos Surianos se aprestaron, 
se ataviaron para la guerra.
Y estos cuatrocientos Surianos, 
eran como capitanes,
torcían y enredaban sus cabellos, 
como guerreros arreglaban su cabellera. 
Pero uno llamado Cuahuitlícac 
era falso en sus palabras. 
Lo que decían los cuatrocientos Surianos, 
enseguida iba a decírselo, 
iba a comunicárselo a Huitzilopochtli. 
Y Huitzilopochtli le respondía: 
-“Ten cuidado, está vigilante, 
tío mío, bien sé lo que tengo que hacer”.
Y cuando finalmente estuvieron de acuerdo, 
estuvieron resueltos los cuatrocientos Surianos 
a matar, a acabar con su madre, 
luego se pusieron en movimiento,
los guiaba Coyolxauhqui. 
Iban bien robustecidos, ataviados,
guarnecidos para la guerra,
se distribuyeron entre sí sus vestidos de papel, 
su anecúyotl, sus ortigas, 
sus colgajos de papel pintado, 
se ataron campanillas en sus pantorrillas, 
las campanillas llamadas oyohualli.
Sus flechas tenían puntas barbadas. 
Luego se pusieron en movimiento,
iban en orden, en fila, 
en ordenado escuadrón, 
los guiaba Coyolxauhqui.
Pero Cuahutlícac subió en seguida a la montaña,
para hablar desde allí a Huitzilopochtli,
le dijo: 
-“Ya vienen”- 
Huitzilopochtli le respondió: 
-“Mira bien por dónde vienen”. 
Dijo entonces Cuahuitlícac: 
“Vienen ya por Tzompantitlan” 
Y una vez más le dijo Huitzilopochtli: 
-“¿Por dónde vienen ya? 
Cuahuitlícac le respondió: 
-“vienen ya por Coaxalpan”.
Y de nuevo Huitzilopochtli preguntó: 
-“Mira bien por dónde vienen”. 
En seguida te contestó Cuahuitlícac: 
-“vienen ya por la cuesta de la montaña”. 
Y todavía una vez más le dijo huitzilopochtli: 
-“Mira bien por dónde vienen”.
Entonces le dijo Cuahuitlícac: 
-! Ya están en la cumbre, ya llegan, 
los viene guiando Coyolxauhqui”.
En ese momento nació Huitzilopochtli, 
se vistió sus atavíos, 
su escudo de plumas de águila, 
sus dardos, su lanza-dardos azul 
el llamado lanza-dardos de turquesa. 
Se pintó su rostro 
con franjas diagonales, 
con el color llamado ‘pintura de niño. 
Sobre su cabeza colocó plumas finas, 
se puso sus orejeras. 
Y uno de sus pies, el izquierdo era enjuto, 
llevaba una sandalia cubierta de plumas, 
y sus dos piernas y sus dos brazos
los llevaba pintados de azul. 
Y el llamado Tochancalqui 
puso fuego a la serpiente hecha de teas
llamada Xiuhcóatl, 
que obedecía a Huitzilopochtli. 
Luego con ella hirió a Coyolxauhqui, 
le cortó la cabeza, 
la cual vino a quedar abandonada 
en la ladera de Coatépetl. 
El cuerpo de Coyolxauhqui 
fue rodando hacia abajo, 
cayó hecho pedazos, 
por diversas partes cayeron sus manos, 
sus piernas, su cuerpo. 
Entonces Huitzilopochtli se irguió, 
persiguió a los cuatrocientos Surianos,
los fue acosando, los hizo dispersarse 
desde la cumbre del Coatépetl, 
la montaña de la serpiente. 
Y cuando los había seguido 
hasta el pie de la montaña 
los persiguió, los acosó cual conejos, 
en torno de la montaña.
Cuatro veces los hizo dar vueltas. 
En vano trataban de hacer algo en contra de él,
en vano se revolvían contra él,                                                                                      
al son de los
cascabeles                                                                                                     
y hacían golpear sus escudos.
Nada pudieron hacer,
nada pudieron lograr,
con nada pudieron defenderse. 
Huitzilopochtli los acosó, los ahuyentó, 
los destruyó, los aniquiló, los anonadó.
Y ni entonces los dejó,
continuaba persiguiéndolos. 
Pero, ellos mucho le rogaban, le decían: 
-“¡Basta ya!”. 
Pero Huitzilopochtli no se contentó con esto,
con la fuerza se ensañaba contra ellos,
los perseguía.
Sólo unos cuantos pudieron escapar
de su presencia, 
pudieron librarse de sus manos. 
Se dirigieron hacia el sur,
porque se dirigieron hacia el sur
se llamar Surianos, 
los pocos que escaparon de las manos de Huitzilopochtli. 
Y cuando Huitzilopochtli les hubo dado muerte,
cuando hubo dado salida a su ira,
les quitó sus atavíos, sus adornos, 
su anecúyotl, 
se los puso, se los apropió
los incorporó a su destino,
hizo de ellos sus propias insignias. 
Nadie apareció jamás como su padre. 
A él lo veneraban los mexicas,
le hacían sacrificios, 
lo honraban y servían. 
Y Huitzilopochtli recompensaba
a quien así obraba. 
Y su culto fue tomado de allí,
de Coatépec, la montaña de la serpiente,
como se practicaba desde los tiempos
más antiguos
Códice Florentino, libro III, capítulo 1.

## Sala Huitzilopochtli en el Museo del Templo Mayor
En esta sala, número 4 de este museo, se exhiben diversos objetos relacionados con Huitzilopochtli. Entre ellos la escultura de arcilla conocida como el “Guerrero Águila” encontrada en La Casa de las Águilas, edificio religioso ubicado al norte del Templo Mayor, a su vez la representación del dios de la muerte, Mictlantecuhtli, los Porta estandartes, que representan a los Centzonhuitznahua, hermanos de Huitzilopochtli. Además, se puede apreciar una gran cabeza de serpiente hecha en basalto, que representa a la serpiente de fuego, la Xiuhcóatl, misma que es el arma con que Huitzilopochtli derrotó a su hermana.
Otros objetos que fueron encontrados del lado correspondiente a Huitzilopochtli en el Templo Mayor, son: la representación de Mayahuel, diosa del maguey; uno de los varios relieves del señor de la tierra, Tlaltecuhtli, varias esculturas del dios del fuego, Xiuhtecuhtli-Huehuetéotl, y el gran monolito de Coyolxauhqui que se asocia con el mito de nacimiento de Huitzilopochtli, diosa lunar que yace desmembrada y que fue hallada el 21 de febrero de 1978.

Piezas exhibidas en la Sala Huitzilopochtli
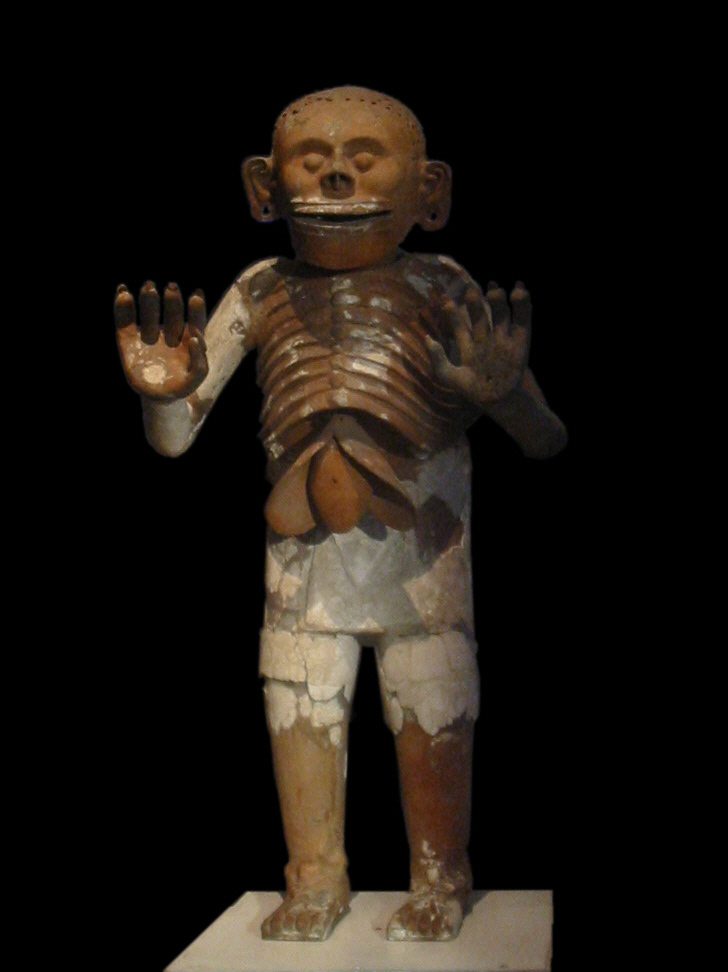
Escultura en arcilla de Mictlantecuhtli
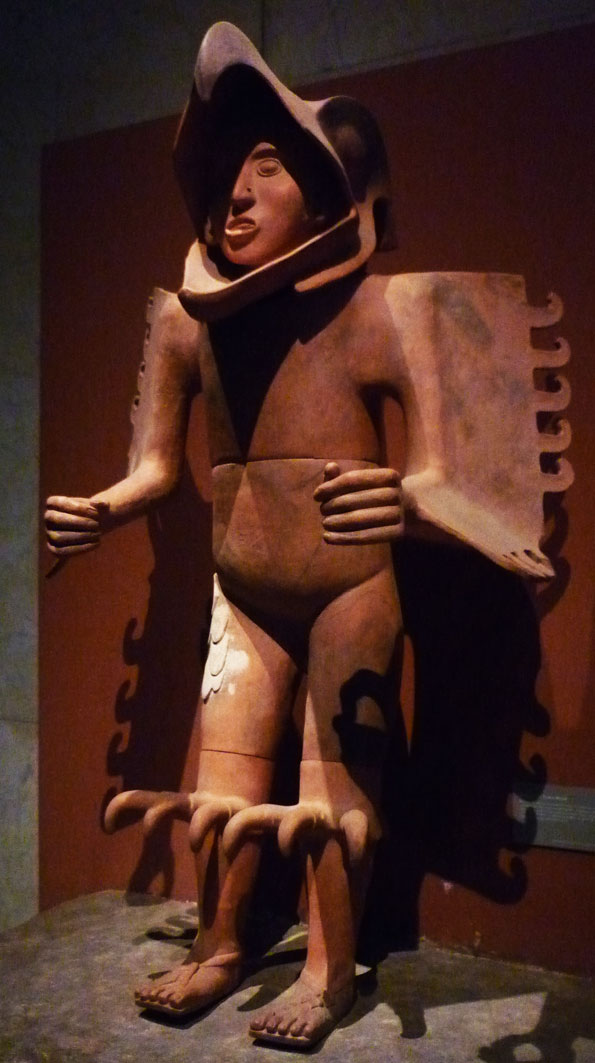
Escultura en arcilla de un Guerrero Águila
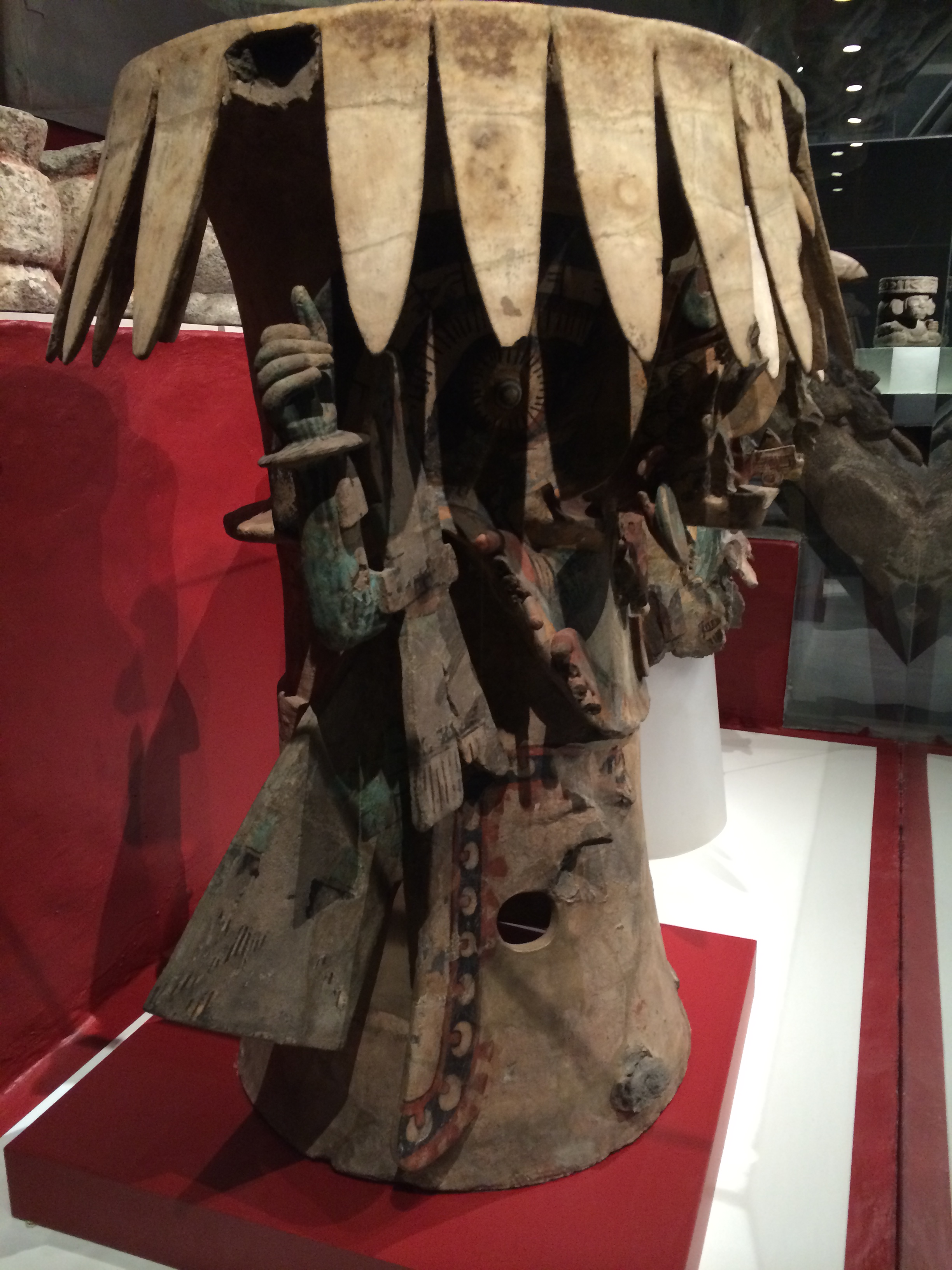
Brasero Tláloc en la Sala Huitzilopochtli del Museo Nacional de Antropología, México.